# Literatura dels Estats Units d'Amèrica
La literatura estatunidenca és literatura escrita o produïda als Estats Units i a les colònies que la van precedir. La tradició literària nord-americana forma part de la tradició més àmplia de la literatura en llengua anglesa, però també inclou literatura produïda en idiomes diferents de l'anglès.

## Grans períodes
La literatura dels EUA en anglès comença amb els escrits sobre el colonialisme, tant els que reflexionen sobre el fet de ser o no ser una nació, com les controvèrsies religioses i econòmiques dels fundadors del país. De seguida van sorgir les obres que parlaven dels indis, que evolucionarien més endavant cap al western.
El període conegut com a First Great Awakening al segle xviii va suposar un auge de la religiositat més estricta, que es va reflectir en la literatura amb obres penitencials i morals. Va conviure amb les cançons polítiques populars que celebraven la independència. Llavors van sorgir els escriptors que intentaven tenir un estil propi, allunyat dels moviments anglesos, com Washington Irving. Les influències del romanticisme i realisme europeus es barrejaven amb els temes locals, com l'esclavatge o la barreja de races, una constant en la literatura americana: és l'anomenat modernisme americà, que va tenir lloc durant bona part del segle xix.
El segle xx està marcat per la Gran Depressió que va sacsejar el país i que va fer que la literatura guanyés en compromís social i pessimisme, amb autors com John Steinbeck o T.S Eliot. Després de la Segona Guerra Mundial, les obres van guanyar en experimentació, amb l'anomenada generació beat, sense abandonar els patrons precedents.

## Literatura nativa americana

### Literatura oral
La literatura oral i la narració de contes han existit entre les diverses tribus indígenes, abans de l'arribada dels colons europeus. Els territoris tradicionals d'algunes tribus travessen les fronteres nacionals i aquesta literatura no és homogènia, però reflecteix les diferents cultures d'aquests pobles.

### Llibres publicats
L'any 1771 es va publicar la primera obra d'un nadiu americà en anglès, A Sermon Preached at the Execution of Moses Paul, an Indian, de Samson Occom, de la tribu Mohegan, que va passar per 19 edicions. The Life and Adventures of Joaquin Murieta (1854) de John Rollin Ridge (Cherokee, 1827–67) va ser la primera novel·la d'un nadiu americà, iO-gi-maw-kwe Mit-I-gwa-ki (1899) de Simon Pokagon (Potawatomi, 1830–99) va ser "la primera novel·la nativa nord-americana dedicada al tema de la vida índia".
Un esdeveniment significatiu en el desenvolupament de la literatura nativa americana en anglès va arribar amb l'atorgament del Premi Pulitzer el 1969 a Scott Momaday (tribu Kiowa) per la seva novel·la House Made of Dawn (1968).

## Literatura colonial

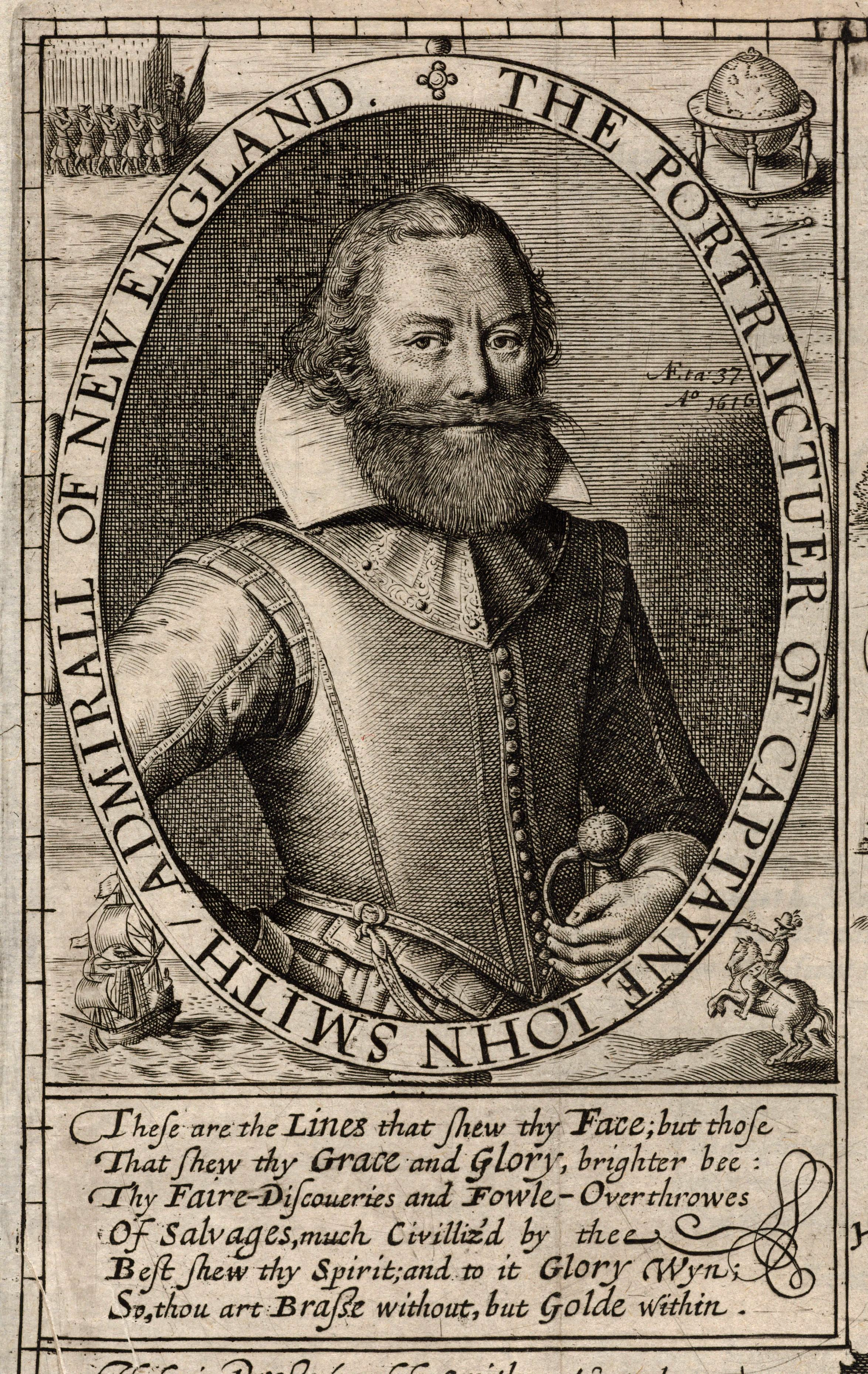
A True Relation of Such Occurrences and Accidents of Noate as Hath Happened in Virginia ... (1608) de John Smith pot ser considerada el primer treball literari dels Estats Units en anglès.

Les Tretze Colònies sovint han estat considerades com el centre de la primera literatura nord-americana. Tanmateix, els primers assentaments europeus a Amèrica del Nord havien estat fundats en altres llocs, molts anys abans. El primer article imprès a Pensilvània va ser en alemany i va ser el llibre més gran imprès a qualsevol de les colònies abans de la revolució americana. A més, hi havia una gran quantitat de tradicions literàries orals al continent entre les nombroses tribus diferents dels nadius americans. No obstant això, amb l'inici de l'assentament anglès a l'Amèrica del Nord, la llengua anglesa va establir un punt de suport a Amèrica del Nord que s'estendria amb el creixement de la influència política d'Anglaterra al continent i la contínua arribada de colons de les illes britàniques. Això va incloure la captura anglesa de la colònia holandesa de New Amsterdam el 1664, amb els anglesos rebatejant-la Nova York i canviant l'idioma administratiu del neerlandès a l'anglès.
De 1696 a 1700, només es van publicar uns 250 articles separats de les principals impremtes de les colònies americanes. Aquesta és una xifra reduïda, en comparació amb la sortida de les impressores de Londres en aquell moment. Les impressores de Londres van publicar materials escrits per autors de Nova Anglaterra, de manera que el cos de literatura nord-americana era més gran que el que es va publicar a Amèrica del Nord. Tanmateix, la impressió es va establir a les colònies americanes abans que es permetés a la major part d'Anglaterra. A Anglaterra, les lleis restrictives havien limitat durant molt de temps la impressió a quatre llocs, on el govern podia controlar el que es publicava: Londres, York, Oxford i Cambridge. Per això, les colònies es van aventurar al món modern abans que els seus homòlegs anglesos.
Alguna literatura nord-americana de l'època consistia en pamflets i escrits que exaltaven els beneficis de les colònies tant per a un públic europeu com colonial. El capità John Smith es podria considerar el primer autor nord-americà en anglès amb les seves obres A True Relation of Such Occurrences and Accidents of Noate as Hath Happened in Virginia... (1608) i The Generall Historie of Virginia, New England, and the Summer Isles. Altres escriptors d'aquest gènere van incloure Daniel Denton, Thomas Ashe, William Penn (fundador de Pennsilvània), George Percy, William Strachey, Daniel Coxe, Gabriel Thomas i John Lawson.

### Temes de la prosa primerenca

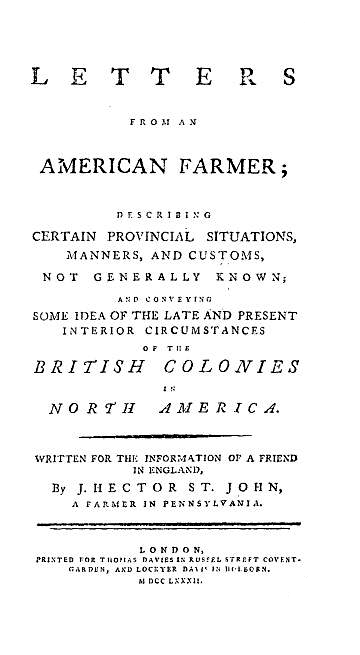
Letters from an American Farmer és un dels primers llibres en el cànon de la literatura nord-americana en anglès, i ha influït en una àmplia gamma d'obres posteriors.

Les disputes religioses que van impulsar l'assentament a Amèrica eren temes importants de la primera literatura nord-americana. Un diari escrit per John Winthrop, The History of New England, parlava dels fonaments religiosos de la Colònia de la badia de Massachusetts. Edward Winslow també va publicar un diari dels primers anys després de l'arribada de Mayflower. "A Model of Christian Charity" (Un model de caritat cristiana) de John Winthrop, el primer governador de Massachusetts, va ser un sermó predicat a Arbella (el vaixell almirall de la Flota Winthrop) el 1630. Aquest treball esbossava la societat ideal que ell i els altres separatistes intentarien fer realitat. Altres escriptors religiosos van incloure Increase Mather i William Bradford, autor de la revista publicada com a History of Plymouth Plantation, 1620–47. Altres com Roger Williams i Nathaniel Ward van argumentar més ferotgement la separació de l'estat i l'església. Altres, com Thomas Morton, es preocupaven poc per l'església; The New English Canaan de Morton es va burlar dels puritans i va declarar que els nadius americans locals eren millors persones que ells.
Altres escrits tardans descriuen conflictes i interaccions amb els indis, tal com es veu als escrits de Daniel Gookin, Alexander Whitaker, John Mason, Benjamin Church i Daniel J. Tan. John Eliot va traduir la Bíblia a l'algonquí (1663) com a Mamusse Wunneetupanatamwe Up-Biblum God. Va ser la primera Bíblia completa impresa a l'hemisferi occidental; Stephen Daye va imprimir 1.000 còpies a la primera impremta de les colònies americanes.
De la segona generació de colons de Nova Anglaterra, Cotton Mather destaca com a teòleg i historiador, que va escriure la història de les colònies amb vista a l'activitat de Déu enmig d'elles i a connectar els líders puritans amb els grans herois de la fe cristiana. Les seves obres més conegudes inclouen Magnalia Christi Americana (1702), les Wonders of the Invisible World i The Biblia Americana.
Jonathan Edwards i George Whitefield van representar el Gran Despertar, un renaixement religiós a principis del segle xviii que emfatitzava el pensament calvinista. Altres escriptors puritans i religiosos inclouen Thomas Hooker, Thomas Shepard, John Wise i Samuel Willard. Entre els escriptors menys estrictes i seriosos hi havia Samuel Sewall (que va escriure un diari que revelava la vida quotidiana de finals del segle xvii), i Sarah Kemble Knight (que també va escriure un diari).
Nova Anglaterra no era l'única zona de les colònies amb literatura: la literatura del sud també creixia en aquesta època. El diari del plantador William Byrd i el seu The History of the Dividing Line (1728) descriuen l'expedició per estudiar el pantà entre Virgínia i Carolina del Nord, però també comenta les diferències entre els indígenes americans i els colons blancs de la zona. En un llibre similar, Travels through North and South Carolina, Georgia, East and West, William Bartram va descriure el paisatge del sud i les tribus índies que va trobar; el llibre de Bartram va ser popular a Europa, essent traduït a l'alemany, francès i neerlandès.
A mesura que les colònies avançaven cap a la independència de la Gran Bretanya, les Letters from an American Farmer (1782) de l'immigrant francès J. Hector St. John de Crèvecœur aborda la pregunta "Què és un americà?", passant entre els elogis per les oportunitats i la pau que ofereix la nova societat i el reconeixement que la sòlida vida del pagès ha de descansar, incòmode, entre els aspectes opressors de la vida social, on la manca de llei i l'estructura urbana condueixen a la pèrdua de la vida civilitzada.
Aquest mateix període va veure l'inici de la literatura afroamericana, a través del poeta Phillis Wheatley i la narrativa d'esclaus d'Olaudah Equiano, The Interesting Narrative of the Life of Olaudah Equiano (1789). En aquesta època, la literatura índia nord-americana també va començar a florir. Samson Occom va publicar el seu A Sermon Preached at the Execution of Moses Paul i un popular llibre d'himnes, Collection of Hymns and Spiritual Songs, "el primer best-seller indi".

### Poesia

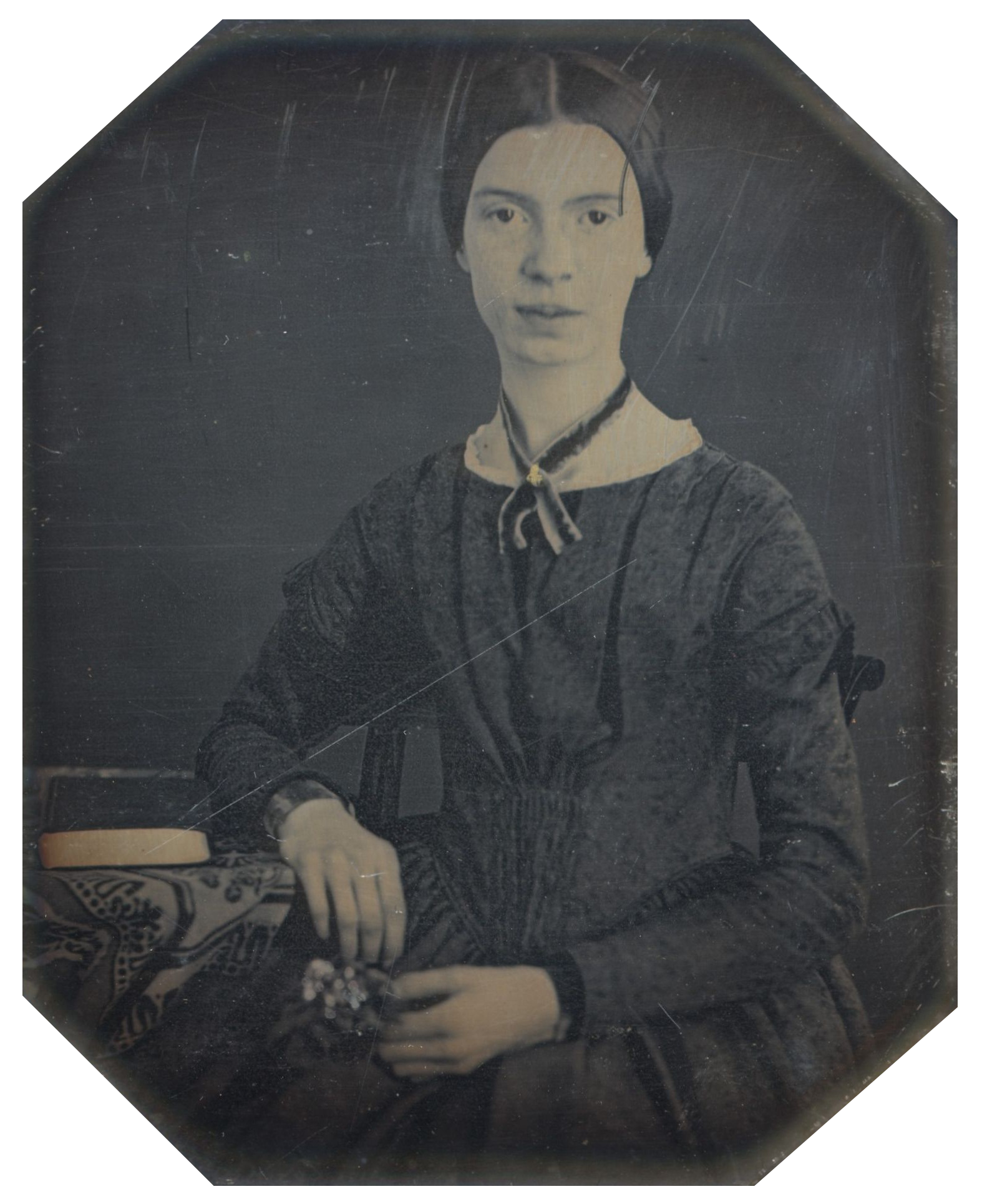
Emily Dickinson

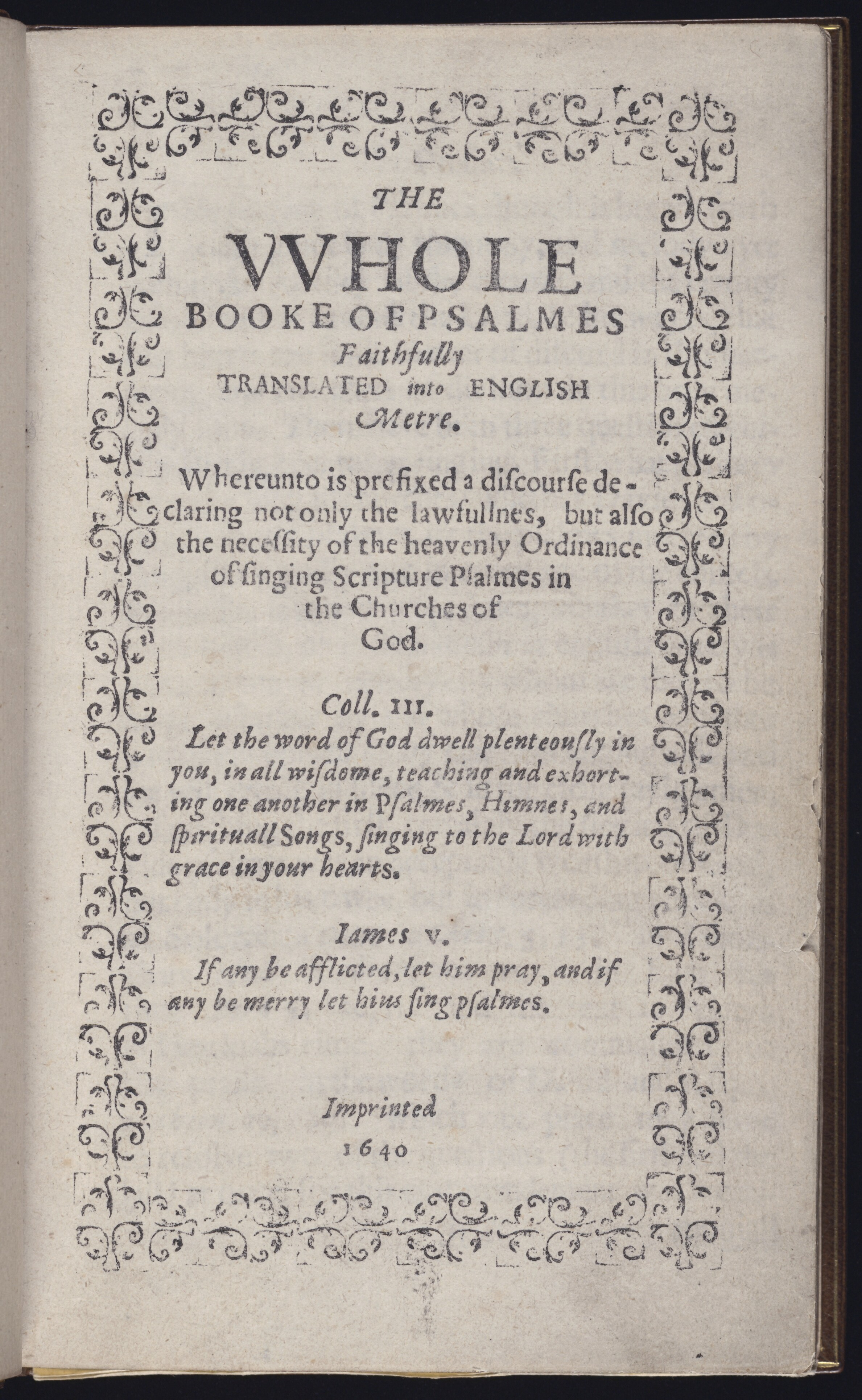
Portada de la còpia del Bay Psalm Book en poder de la Biblioteca Beinecke de llibres rars i manuscripts

La poesia puritana era altament religiosa, i un dels primers llibres de poesia publicats va ser el Bay Psalm Book (1640), un conjunt de traduccions dels Salms bíblics; tanmateix, la intenció dels traductors no era crear literatura, sinó crear himnes que poguessin ser utilitzats en el culte. Entre els poetes lírics, les figures més importants són Anne Bradstreet, que va escriure poemes personals sobre la seva família i la seva vida familiar; el pastor Edward Taylor, els poemes del qual les Preparatory Meditations van ser escrites per ajudar-lo a preparar-se per dirigir el culte; i Michael Wigglesworth, el poema més venut del qual, The Day of Doom (1660), descriu el temps del judici. Es va publicar el mateix any que l'antipurità Carles II era restaurat al tron britànic. Dos anys més tard va escriure God's Controversy With New England. Nicholas Noyes també era conegut pel seu vers doggerel.

### Període revolucionari

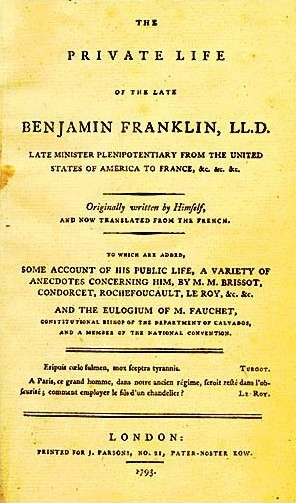
The Autobiography of Benjamin Franklin (1793)

El període revolucionari també va incloure escrits polítics, inclosos els dels colons Samuel Adams, Josiah Quincy, John Dickinson i Joseph Galloway, l'últim era un lleial a la corona. Dues figures clau van ser Benjamin Franklin i Thomas Paine. L'Almanac del pobre Richard i The Autobiography of Benjamin Franklin de Franklin són obres estimades, amb el seu enginy i influència cap a la formació d'una identitat americana en creixement. Els escrits de Paine Common Sense i The American Crisis tenen un paper clau per influir en el to polític de l'època.
Durant la Guerra de la Revolució Americana, poemes i cançons com "Nathan Hale" van ser populars. Els principals satírics inclouen John Trumbull i Francis Hopkinson. Philip Morin Freneau també va escriure poemes sobre la Guerra.
Durant el segle xviii, l'escriptura va passar del puritanisme de Winthrop i Bradford a les idees de la raó il·lustrades. La creença que els fets humans i naturals eren missatges de Déu ja no encaixava amb la cultura antropocèntrica naixent. Molts intel·lectuals creien que la ment humana podia comprendre l'univers a través de les lleis de la física, tal com va descriure Isaac Newton. Un d'aquests va ser Cotton Mather. El primer llibre publicat a Amèrica del Nord que va promoure Newton i la teologia natural va ser The Christian Philosopher (El filòsof cristià) de Mather (1721). Els enormes canvis científics, econòmics, socials i filosòfics del segle xviii, anomenats Il·lustració, van afectar l'autoritat del clergue i de les escriptures, deixant pas als principis democràtics. L'augment de la població va contribuir a explicar la major diversitat d'opinió en la vida religiosa i política, tal com es veu en la literatura d'aquesta època. El 1670, la població de les colònies era d'aproximadament 111.000 habitants. Trenta anys després, era de més de 250.000. El 1760, va arribar als 1.600.000. El creixement de les comunitats, i per tant la vida social, va fer que la gent s'interessés més pel progrés dels individus i la seva experiència compartida a les colònies. Aquestes noves idees es poden veure en la popularitat de l'Autobiografia de Benjamin Franklin.
Fins i tot abans que Franklin va ser Cadwallader Colden (1689–1776), el llibre del qual The History of the Five Indian Nations, publicat el 1727 va ser un dels primers textos publicats sobre la història dels iroquesos. Colden també va escriure un llibre sobre botànica, que va cridar l'atenció de Carl Linnaeus, i va mantenir una llarga correspondència amb Benjamin Franklin.

## Després de la independència

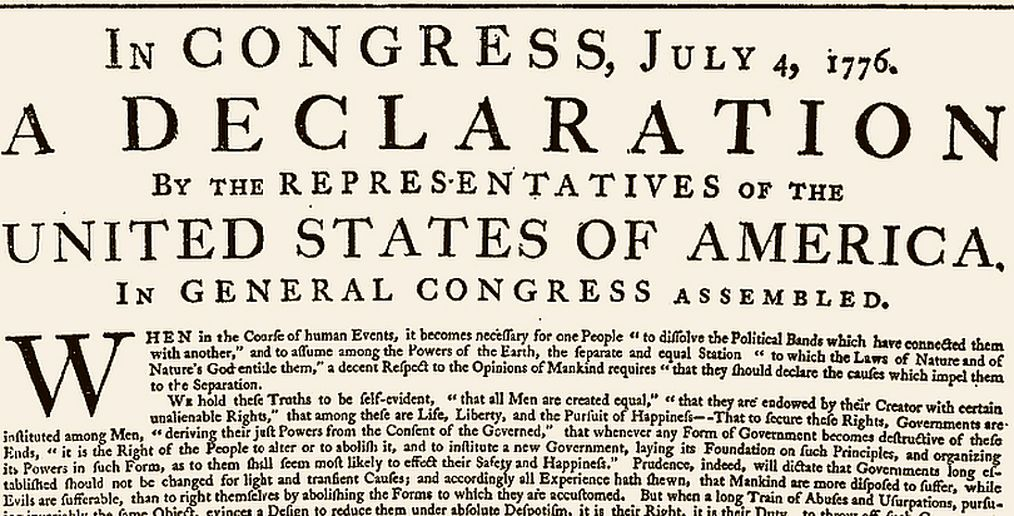
L'obertura de la impressió original de la Declaració, impresa el 4 de juliol de 1776, sota la supervisió de Jefferson.

En el període de postguerra, Thomas Jefferson va establir el seu lloc en la literatura estatunidenca gràcies a la seva autorització de la Declaració d'independència, la seva influència en la Constitució dels Estats Units, la seva autobiografia, les seves Notes on the State of Virginia (Notes sobre l'estat de Virgínia) i les seves nombroses cartes. Els assaigs del Federalista d'Alexander Hamilton, James Madison i John Jay van presentar una discussió històrica significativa sobre l'organització del govern estatunidenc i els valors republicans. Fisher Ames, James Otis i Patrick Henry també són valorats pels seus escrits i oracions polítiques.
La primera literatura americana va lluitar per trobar una veu única en el gènere literari existent, i aquesta tendència es va reflectir a les novel·les. Els estils europeus eren imitats amb freqüència, però els crítics generalment consideraven les imitacions inferiors.

### La primera novel·la dels Estats Units
A finals del segle xviii i principis del xix es van publicar les primeres novel·les dels Estats Units. Aquestes ficcions eren massa llargues per ser impreses per a lectura pública. Els editors es van arriscar amb aquestes obres amb l'esperança que es convertirien en venedors constants i s'haguessin de reimprimir. Aquest esquema va tenir èxit en última instància perquè les taxes d'alfabetització masculines i femenines estaven augmentant en aquell moment. Entre les primeres novel·les nord-americanes es troben Adventures of Alonso (Aventures d'Alonso) de Thomas Attwood Digges, publicada a Londres el 1775 i The Power of Sympathy de  William Hill Brown, publicada el 1789. La novel·la de Brown descriu una tràgica història d'amor entre germans sense saber que estaven emparentats.
En la dècada següent, escriptores importants també van publicar novel·les. Susanna Rowson és principalment coneguda per la seva novel·la Charlotte: A Tale of Truth, publicada a Londres el 1791. El 1794 la novel·la es va reeditar a Filadèlfia amb el títol Charlotte Temple. És un conte de seducció, escrit en tercera persona, que adverteix de no escoltar la veu de l'amor i aconsella la resistència. També va escriure nou novel·les, sis obres teatrals, dues col·leccions de poesies, sis llibres de text i innombrables cançons. Amb més d'un milió i mig de lectors durant un segle i mig, Charlotte Temple va ser el més venut del segle xix abans que La cabana de l'oncle Tom de Stowe. Encara que Rowson va ser extremadament popular a la seva època i sovint es reconeix en els relats del desenvolupament de la novel·la americana primerenca, Charlotte Temple sovint és criticada com una novel·la sentimental de seducció.
The Coquette: Or, the History of Eliza Wharton de Hannah Webster Foster es va publicar el 1797 i va ser extremadament popular. Explicada des del punt de vista de Foster i basada en la vida real d'Eliza Whitman, la novel·la tracta sobre una dona que és seduïda i abandonada. Eliza és una "coqueta" que és cortejada per dos homes molt diferents: un clergue que li ofereix una vida domèstica còmoda i un llibertí conegut. Incapaç de triar entre ells, es troba soltera quan els dos homes es casen. Finalment cedeix a l'art llibertí i dóna a llum un nen mort il·legítim en una posada. The Coquette és elogiada per la seva demostració de les idees contradictòries de la feminitat de l'època. tot i que ha estat criticat per deslegitimar la protesta contra la subordinació de les dones.

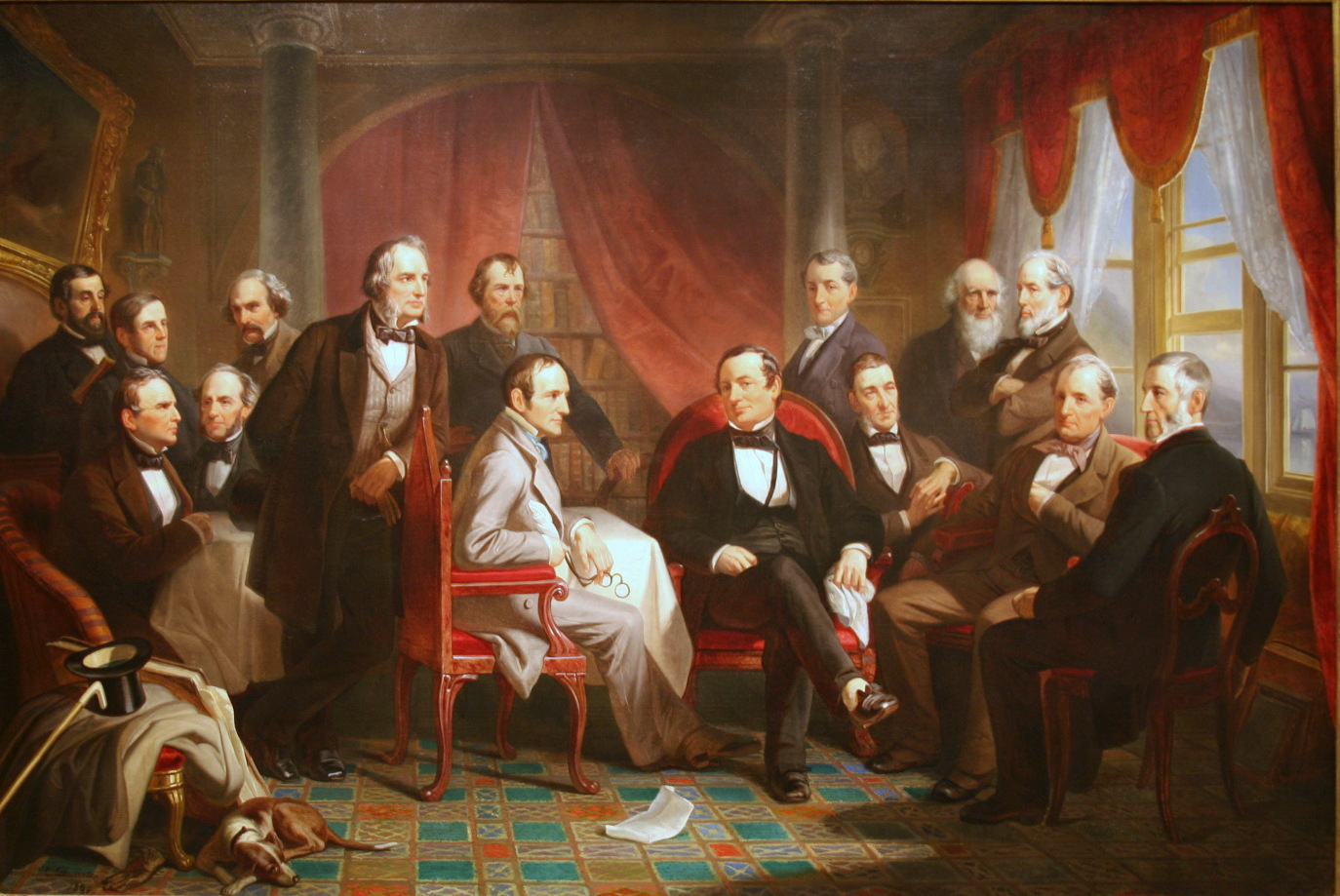
Washington Irving i els seus amics a Sunnyside (Tarrytown (Nova York)))

Tant The Coquette com Charlotte Temple són novel·les que tracten el dret de les dones a viure en igualtat de condicions com el nou experiment democràtic. Aquestes novel·les són de gènere sentimental, caracteritzats per l'excés d'emoció, una invitació a escoltar la veu de la raó contra les passions enganyoses, així com un excés d'èmfasi optimista en la bondat essencial de la humanitat. Sovint es pensa que el sentimentalisme és una reacció contra la creença calvinista en la depravació de la naturalesa humana. Tot i que moltes d'aquestes novel·les eren populars, la infraestructura econòmica de l'època no permetia a aquests escriptors guanyar-se la vida només amb la seva escriptura.
Charles Brockden Brown és el primer novel·lista nord-americà les obres del qual encara es llegeixen habitualment als Estats Units. Va publicar Wieland el 1798, i el 1799 va publicar Ormond, Edgar Huntly i Arthur Mervyn. Aquestes novel·les són de gènere gòtic.
El primer escriptor que va poder mantenir-se només amb els ingressos generats per les seves publicacions va ser Washington Irving. Va completar el seu primer llibre important el 1809 titulat A History of New York from the Beginning of the World to the End of the Dutch Dynasty.
Del gènere picaresc, Hugh Henry Brackenridge va publicar Modern Chivalry el 1792–1815; Tabitha Gilman Tenney va escriure Female Quixotism: Exhibited in the Romantic Opinions and Extravagant Adventure of Dorcasina Sheldon l'any 1801; Royall Tyler va escriure The Algerine Captive el 1797.
Altres autors notables inclouen William Gilmore Simms, que va escriure Martin Faber el 1833, Guy Rivers el 1834 i The Yemassee el 1835. Lydia Maria Child va escriure Hobomok el 1824 i The Rebels el 1824 i John Neal va escriure Keep Cool el 1817, Logan el 1822, Seventy-Six el 1823, Randolph el 1823, Errata el 1823, Brother Jonathan el 1825, i Rachel Dyer (el primer ús del judici a les Bruixes de Salem com a base per a una novel·la) el 1828. Catherine Maria Sedgwick va escriure A New England Tale el 1822, Redwood el 1824, Hope Leslie el 1827 i The Linwoods el 1835. James Kirke Paulding va escriure The Lion of the West el 1830, The Dutchman's Fireside el 1831 i Westward Ho! el 1832. Omar ibn Said, un esclau musulmà a les Carolines, va escriure una autobiografia en àrab el 1831, considerada un exemple primerenc de literatura afroamericana. Robert Montgomery Bird va escriure Calavar el 1834 i Nick of the Woods el 1837. James Fenimore Cooper va ser un autor notable principalment conegut per la seva novel·la El darrer dels mohicans escrita el 1826. George Tucker va produir el 1824 la primera ficció de la vida colonial de Virgínia amb The Valley of Shenandoah. Va seguir el 1827 amb una de les primeres ciències ficcions del país: A Voyage to the Moon: With Some Account of the Manners and Customs, Science and Philosophy, of the People of Morosofia, and Other Lunarians.

### Poesia
El segle xviii va veure un èmfasi creixent en la mateixa Amèrica com a tema adequat per als seus poetes. Aquesta tendència és evident a les obres de Philip Freneau (1752–1832), que també destaca per l'actitud inusualment simpatitzant cap als nadius americans, que reflectia el seu escepticisme cap a la cultura americana. No obstant això, aquesta poesia de l'època colonial tardana generalment va estar influenciada per la poesia contemporània a Europa. L'obra de Rebecca Hammond Lard (1772–1855), encara és rellevant avui, escrivint sobre el medi ambient i també sobre la naturalesa humana.

## Segle XIX

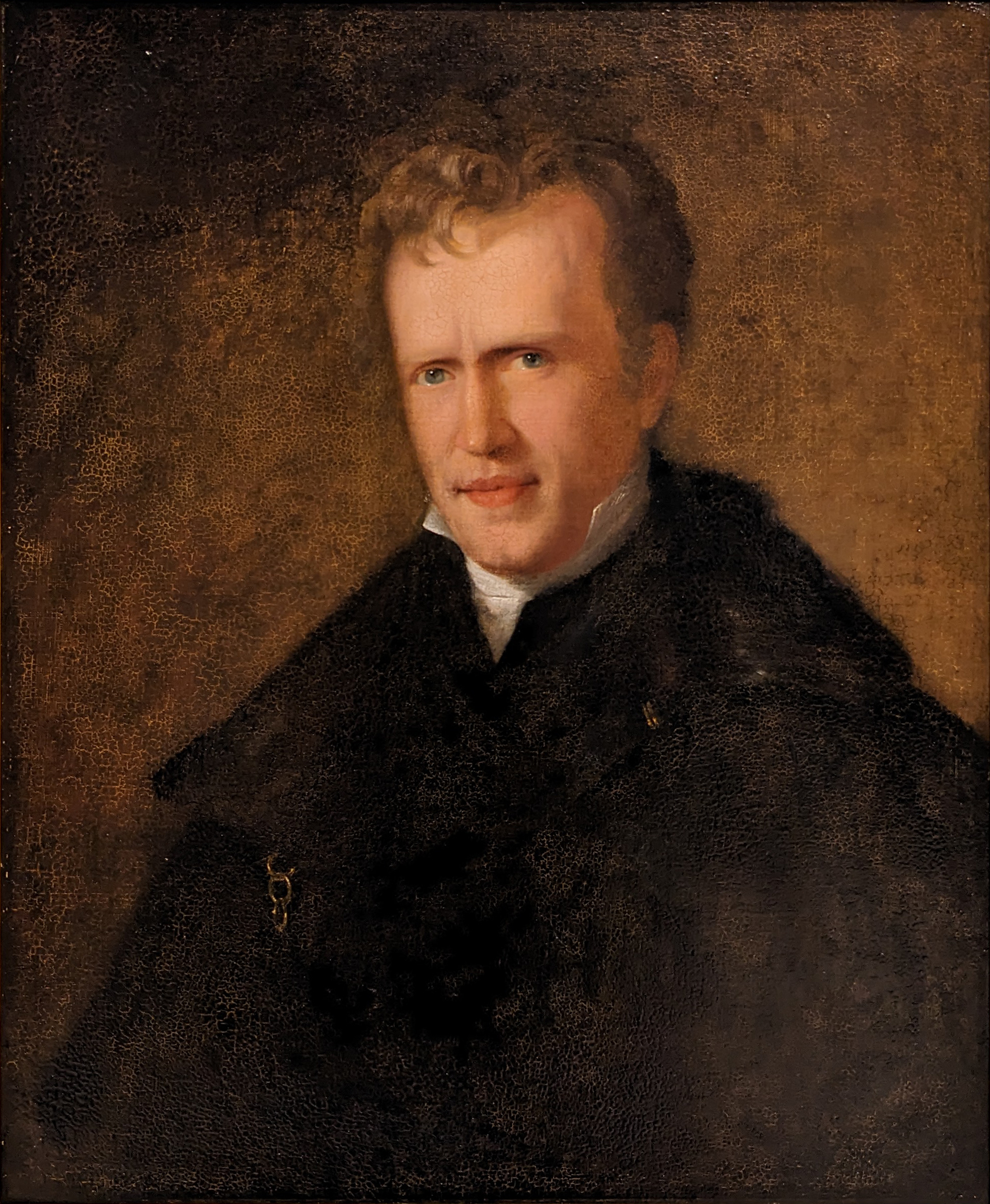
John Neal

Després de la guerra amb la Gran Bretanya de 1812, hi va haver un desig creixent de produir una literatura i una cultura únicament americanes. Entre les figures literàries que van assumir la causa hi havia Washington Irving, William Cullen Bryant i James Fenimore Cooper. Irving va escriure obres d'humor a la revista Salmagundi i la sàtira A History of New York, by Diedrich Knickerbocker (1809). Bryant va escriure poesia romàntica i inspirada en la natura, que va evolucionar lluny dels seus orígens europeus. Leatherstocking Tales de Cooper sobre el personatge de Natty Bumppo (que inclou The Last of the Mohicans, 1826) tractava material únic americà de maneres que eren populars tant al nou país com a Europa.
John Neal com a crític va tenir un paper clau en el desenvolupament del nacionalisme literari estatunidenc. Neal va criticar Irving i Cooper per confiar en les antigues convencions britàniques d'autoria per emmarcar els fenòmens americans, argumentant que "per tenir èxit ... [l'escriptor nord-americà] no s'ha de semblar a ningú ... [ell] ha de ser diferent de tots els que hi ha hagut abans [d'ell]" i emetre "una altra Declaració d'Independència, a la gran República de les Lletres". Com a pioner de l'aparell literari es va referir a "l'escriptura natural", Neal va ser "el primer d'Amèrica a ser natural en la seva dicció" i la seva obra representa "la primera desviació de ... la gentilesa irvingenca."
Edgar Allan Poe va néixer a Boston però es va criar a Virgínia i es va identificar amb el Sud. El 1832, va començar a escriure contes, com "La màscara de la mort vermella", "El pou i el pèndol" i "La caiguda de la casa Usher", que exploren les profunditats ocultes de la psicologia humana i traspassen els límits de la ficció. "Els crims de la Rue Morgue" de Poe, es veu com la primera història de detectius.
Els escriptors humorístics també van ser populars i van incloure Seba Smith i Benjamin Penhallow Shillaber a Nova Anglaterra i Davy Crockett, Augustus Baldwin Longstreet, Johnson J. Hooper, Thomas Bangs Thorpe i George Washington Harris escrivint sobre la frontera americana.
A Nova Anglaterra, un grup d'escriptors coneguts com a Boston Brahmins incloïa James Russell Lowell i, en anys posteriors, a Henry Wadsworth Longfellow i Oliver Wendell Holmes Sr.

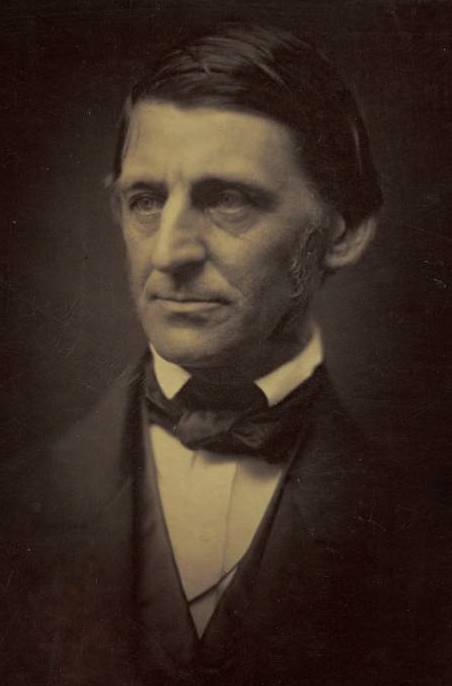
Ralph Waldo Emerson

El 1836, Ralph Waldo Emerson, que havia renunciat al seu ministeri, va publicar el seu assaig Nature, on argumentava que els homes havien de prescindir de la religió organitzada i assolir un estat espiritual elevat estudiant i interactuant amb el món natural. Va ampliar la seva influència amb la seva conferència "The American Scholar", pronunciada a Cambridge el 1837, que va demanar als nord-americans que creessin un estil d'escriptura únic americà. Tant la nació com l'individu haurien de declarar la independència. La influència d'Emerson va fomentar el moviment que ara es coneix com a Transcendentalisme. Entre els líders hi havia l'amic d'Emerson, Henry David Thoreau, un inconformista i crític de la cultura comercial estatunidenca. Després de viure principalment sol durant dos anys en una cabana propera al costat d'un estany boscós, Thoreau va escriure Walden, o la vida als boscos (1854), una memòria que demana resistència als dictats de la societat. Altres transcendentalistes van incloure Amos Bronson Alcott, Margaret Fuller, George Ripley, Orestes Brownson i Jones Very.
Així com una de les grans obres del període revolucionari va ser escrita per un francès, també ho va ser una obra sobre Amèrica d'aquesta generació. Els dos volums d'Alexis de Tocqueville Democracy in America (1835 i 1840) van descriure els seus viatges per la jove nació, fent observacions sobre les relacions entre la política nord-americana, l'individualisme i la comunitat.
El conflicte polític que envolta l'abolicionisme va inspirar els escrits de William Lloyd Garrison i el seu diari The Liberator, juntament amb el poeta John Greenleaf Whittier i Harriet Beecher Stowe a la seva mundialment famosa La cabana de l'oncle Tom (1852). Aquests esforços van ser recolzats per la continuació de l'autobiografia narrativa d'esclaus.

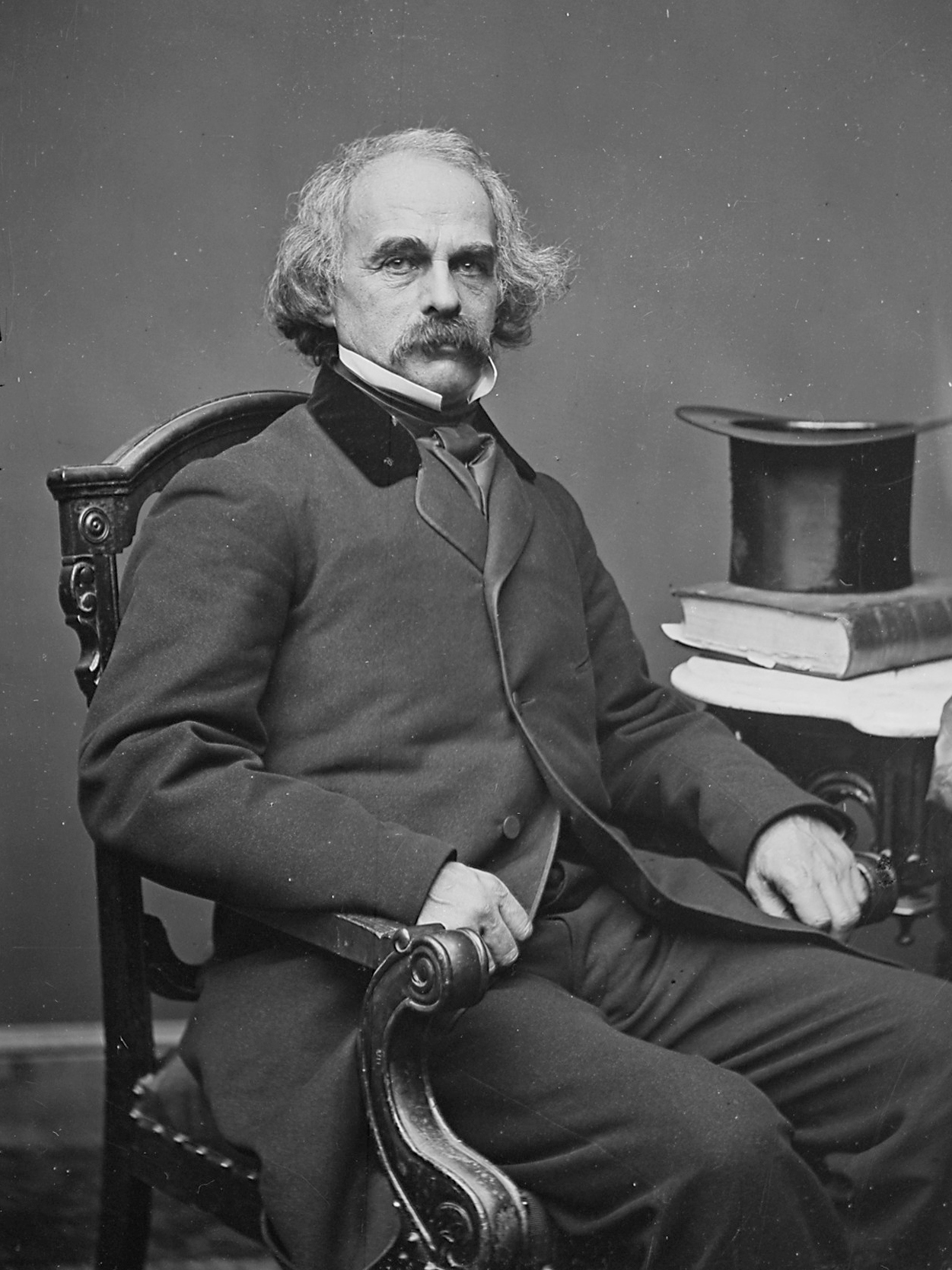
Nathaniel Hawthorne

El 1837, el jove Nathaniel Hawthorne (1804–1864) va recollir algunes de les seves històries com Twice-Told Tales, un volum ric en simbolisme i incidents ocults. Hawthorne va continuar escrivint novel·les de llarga durada, quasi al·legòriques que exploren els temes de la culpa, l'orgull i la repressió emocional. La seva obra mestra, La lletra escarlata (1850), és un drama, ambientat al Massachusetts purità, sobre una dona expulsada de la seva comunitat per haver comés adulteri amb un ministre que es nega a reconèixer el seu propi pecat.
Herman Melville (1819–1891) es va fer un nom amb Typee i Omoo, contes d'aventures basats lliurement en la seva pròpia vida al mar i saltant al vaixell per viure entre els nadius del mar del Sud. Es va fer amic de Hawthorne el 1850, Melville es va inspirar en la seva obra. Moby Dick (1851) es va convertir no només en un conte d'aventures sobre la recerca d'una balena blanca, sinó també en una exploració de l'obsessió, la naturalesa del mal i la lluita humana contra els elements. Va ser un fracàs crític i comercial, igual que les seves novel·les posteriors. Es va dedicar a la poesia i no va tornar a la ficció fins a la novel·la curta Billy Budd, Sailor, que va deixar inacabada a la seva mort el 1891. En ella, Melville dramatitza les reclamacions conflictives de deure i compassió a bord d'un vaixell en temps de guerra. Els seus llibres més profunds es van vendre malament i havia estat oblidat durant molt de temps al moment de la seva mort. Va ser redescobert a la dècada de 1920.
Les obres antitranscendentals de Melville, Hawthorne i Poe comprenen el subgènere del romanticisme fosc de la literatura popular en aquest moment.

### Escriptors ètnics
L'autobiografia narrativa d'esclaus d'aquest període inclou Narrative of the Life of Frederick Douglass, an American Slave (1845) de Frederick Douglass i Incidents in the Life of a Slave Girl (1861) de Harriet Jacobs. En aquell moment, es desenvolupa l'autobiografia dels indis americans, sobretot a A Son of the Forest (1829) de William Apess i The Life, History and Travels of Kah-ge-ga-gah-bowh (1847) de George Copway. A més, autors minoritaris començaven a publicar ficció, com Clotel; or, The President's Daughter de William Wells Brown (1853), The Garies and Their Friends de Frank J. Webb, (1857) Blake; or The Huts of America de Martin Delany (1859–62) i Our Nig: Sketches from the Life of a Free Black (1859), de Harriet E. Wilson, com a primeres novel·les afroamericanes, i The Life and Adventures of Joaquín Murieta (1854) de John Rollin Ridge, que es considera la primera novel·la dels indis americans però també és una història primerenca sobre temes mexicans-americans.

### Ficció realista de finals delseglexix

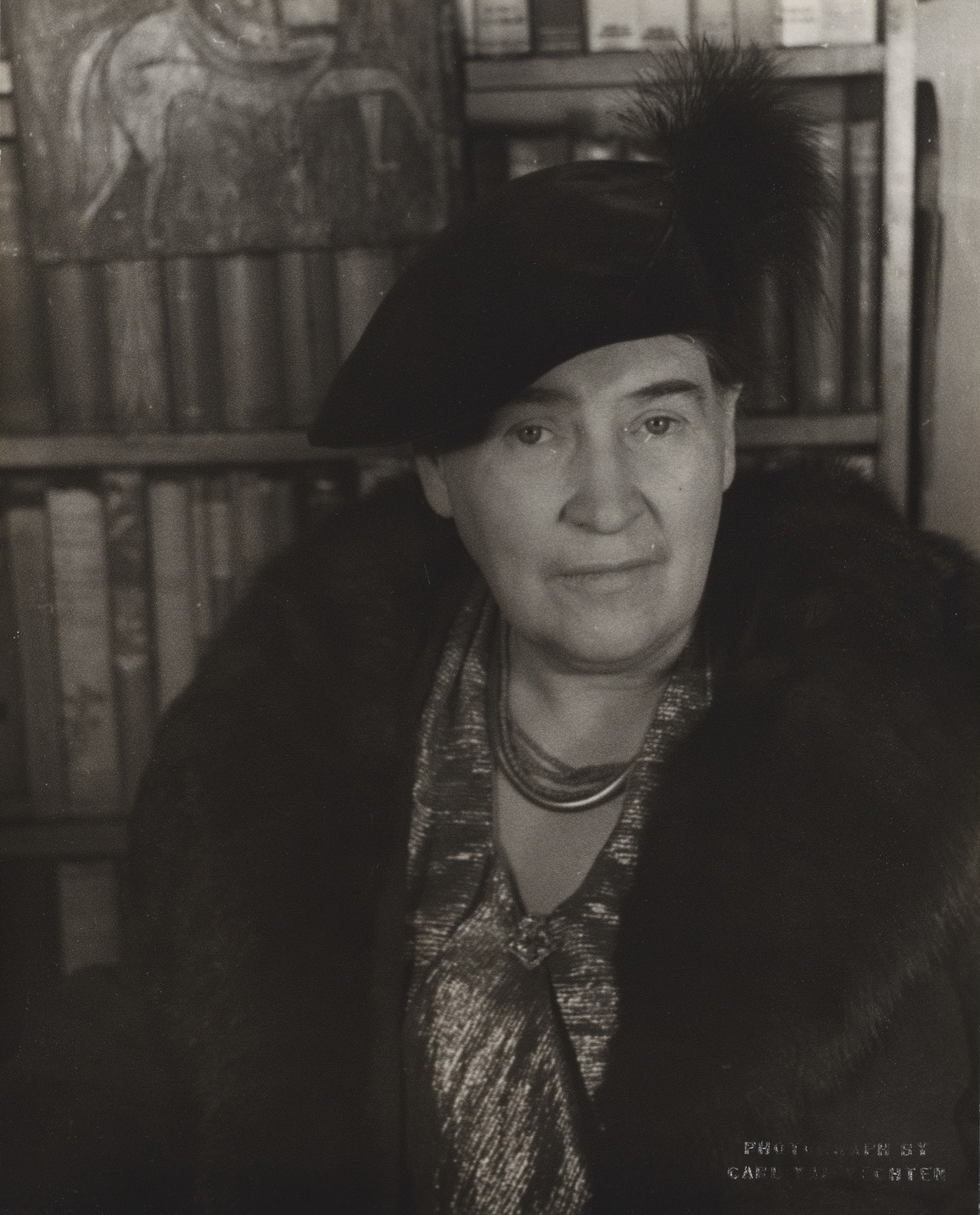
Willa Cather

Mark Twain (el pseudònim utilitzat per Samuel Langhorne Clemens, 1835–1910) va ser un dels primers escriptors estatunidencs importants que van néixer fora de la costa est, a l'estat llavors fronterer de Missouri. Les seves obres mestres regionals van ser les memòries Life on the Mississippi i les novel·les Les aventures de Tom Sawyer (1876) i Les aventures de Huckleberry Finn (1884). L'estil de Twain –influït pel periodisme, casat amb el vernacle, directe i sense adorns però també molt evocador i irreverentment humorístic– va canviar la manera com els estatunidencs escrivien la seva llengua. Els seus personatges parlen com persones reals i sonen distintivament americans, utilitzant dialectes locals, paraules recentment inventades i accents regionals.
Altres escriptors interessats en les diferències regionals i el dialecte van ser George W. Cable, Thomas Nelson Page, Joel Chandler Harris, Mary Noailles Murfree (escrivint amb el pseudònim de Charles Egbert Craddock), Sarah Orne Jewett, Mary E. Wilkins Freeman, Henry Cuyler Bunner i William Sydney Porter (com a O. Henry). Una versió del regionalisme del color local centrada en les experiències de les minories es pot veure a les obres de Charles W. Chesnutt (escrivint sobre els afroamericans), de María Ruiz de Burton, una de les primeres novel·listes mexicano-americanes que va escriure en anglès, i a les obres en ídix d'Abraham Cahan.
William Dean Howells també va representar la tradició realista a través de les seves novel·les, com The Rise of Silas Lapham (1885) i el seu treball com a editor de The Atlantic Monthly.
Henry James (1843–1916) es va enfrontar al dilema del Vell Món/ Nou Món escrivint-hi directament. Tot i que va néixer a la ciutat de Nova York, James va passar la major part de la seva vida adulta a Anglaterra. Moltes de les seves novel·les se centren en els nord-americans que viuen o viatgen a Europa. Amb les seves frases intricades i altament qualificades i dissecció de matisos emocionals i psicològics, les seves obres mestres inclouen Washington Square (1880), The Portrait of a Lady (1881), The Bostonians (1886), The Wings of the Dove (1902), The Ambassadors (1903) i The Golden Bowl (1904).
Stephen Crane (1871–1900), principalment conegut per la seva novel·la de la Guerra Civil The Red Badge of Courage (1895), va representar la vida de les prostitutes de la ciutat de Nova York a Maggie: A Girl of the Streets (1893). A Sister Carrie (1900), Theodore Dreiser (1871–1945) va retratar una noia de camp que es trasllada a Chicago i es converteix en una dona mantinguda. La ficció de Frank Norris (1870–1902) era predominantment del gènere naturalista. Les seves obres destacades inclouen McTeague: A Story of San Francisco (1899), The Octopus: A Story of California (1901) i The Pit (1903). Norris juntament amb Hamlin Garland (1860–1940) van escriure sobre els problemes dels agricultors estatunidencs i altres qüestions socials des d'una perspectiva naturalista. Garland és principalment conegut per la seva ficció sobre agricultors treballadors de l'Oest Mitjà (Main-Travelled Roads (1891), Prairie Folks (1892), Jason Edwards (1892)).
La novel·la utòpica Looking Backward (1888) d'Edward Bellamy es va preocupar per qüestions polítiques i socials.

### Poesia

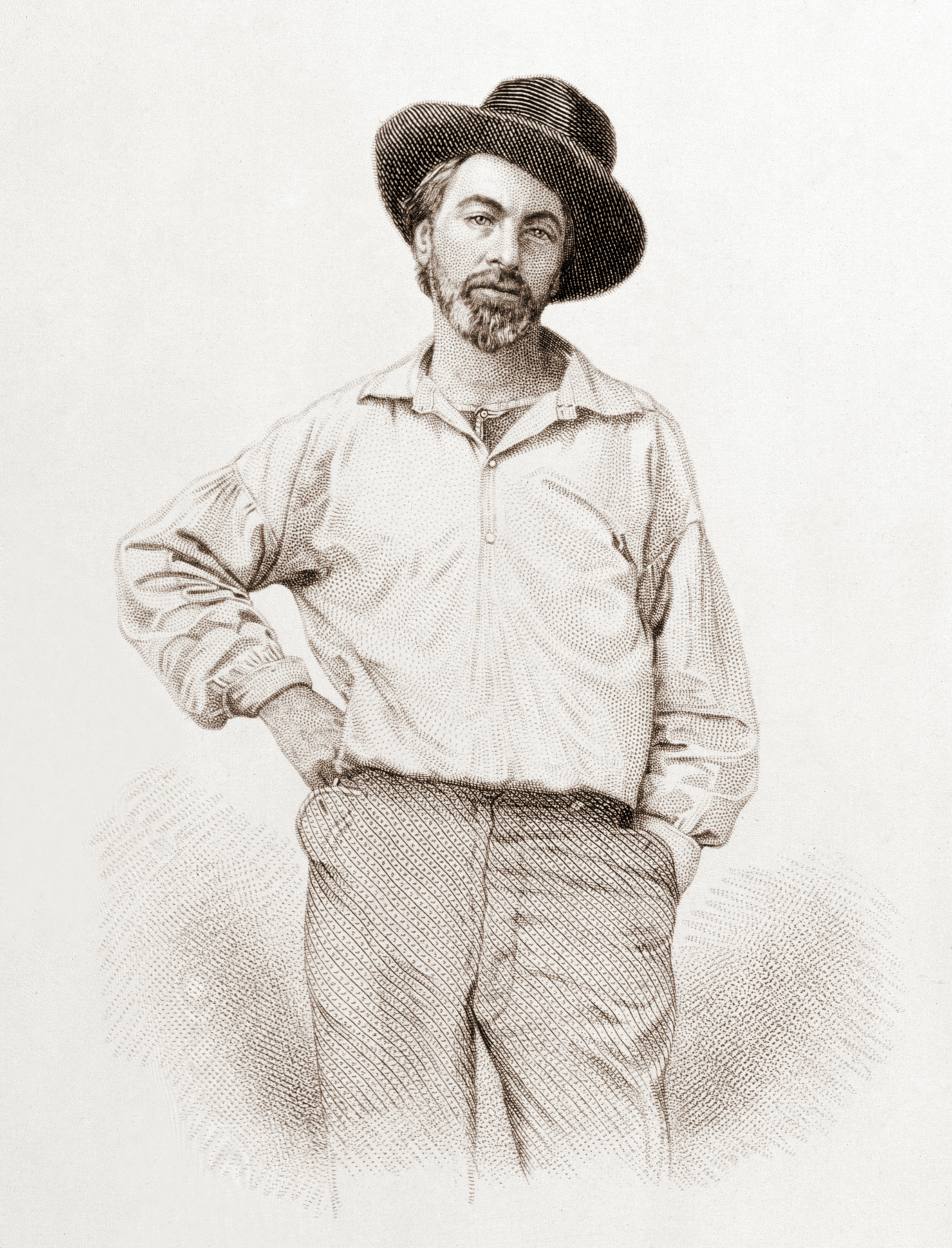
Walt Whitman, 1854

Els Fireside Poets (també coneguts com a Schoolroom o Household Poets) van ser alguns dels primers poetes importants dels Estats Units a escala nacional i internacional. Eren coneguts perquè els seus poemes eren fàcils de memoritzar a causa de la seva adhesió general a la forma poètica (formes estàndard, mètrica regular i estrofes rimades) i sovint es recitaven a casa (d'aquí el nom) així com a l'escola (com "Paul Revere's Ride"), a més de treballar amb temes clarament estatunidencs, incloent alguns temes polítics com l'abolició. Inclouen Henry Wadsworth Longfellow, William Cullen Bryant, John Greenleaf Whittier, James Russell Lowell i Oliver Wendell Holmes Sr. Longfellow va assolir el nivell més alt d'aclamació i sovint es considera el primer poeta estatunidenc aclamat internacionalment, sent el primer poeta estatunidenc que va rebre un bust al racó dels poetes de l'Abadia de Westminster.
Walt Whitman (1819–1892) i Emily Dickinson (1830–1886), considerats dos dels poetes més grans dels Estats Units del segle xix, difícilment podrien haver estat més diferents pel que fa al temperament i l'estil. Whitman va ser un home treballador, un viatger, un infermer autoanomenat durant la Guerra Civil dels Estats Units (1861-1865) i un innovador poètic. La seva obra màgica va ser Fulles d'herba, en la qual utilitza un vers fluid i línies de longitud irregular per representar la total inclusió de la democràcia estatunidenca. Portant això un pas més enllà, el poeta equipara l'ampli ventall de l'experiència americana amb ell mateix sense ser egoista. Per exemple, a Song of Myself, el poema llarg i central de Fulles d'herba, Whitman escriu: "These are really the thoughts of all men in all ages and lands, they are not original with me" (Aquests són realment els pensaments de tots els homes de totes les edats i països, no són originals meus).
En les seves paraules, Whitman era un poeta de "el cos elèctric". A Studies in Classic American Literature, el novel·lista anglès D. H. Lawrence va escriure que Whitman "va ser el primer a aixafar la vella concepció moral que l'ànima de l'home és quelcom "superior" i "per sobre" de la carn".
Per contra, Emily Dickinson va viure la vida protegida d'una dona soltera elegant a la petita ciutat d'Amherst, Massachusetts. La seva poesia és enginyosa, aguda i penetrant. La seva obra era poc convencional per a la seva època, i poca cosa es va publicar durant la seva vida. Molts dels seus poemes tracten el tema de la mort, sovint amb un gir entremaliat.

### Drama
La literatura dramàtica estatunidenca, en contrast, va romandre dependent dels models europeus, tot i que molts dramaturgs van intentar aplicar aquests models a temes nord-americans, com ara els immigrants, l'expansió cap a l'oest, la temprança, etc. Al mateix temps, els dramaturgs estatunidencs van crear diversos tipus de personatges nord-americans de llarga durada, especialment el "ianqui", el "negre" i "l'indi". A més, es van crear noves formes dramàtiques com el minstrel show. Entre les millors obres de l'època es troben Superstition; or the Fantastic Father de James Nelson Barker, Fashion; or, Life in New York d'Anna Cora Mowatt Putnam, the Iron Son of '76 de Nathaniel Bannister, The Octoroon; or, Life in Louisiana de Dion Boucicault i la Witchcraft; or, the Martyrs of Salem de Cornelius Mathews.
El realisme va començar a influir en el drama estatunidenc, en part a través de Howells, però també a través d'europeus com Henrik Ibsen i Émile Zola. Tot i que el realisme va tenir més influència en l'escenografia i la posada en escena —el públic estimava els efectes especials que oferien els melodrames populars— i en el creixement de les obres de teatre de color local, també va aparèixer en un to més tènue i menys romàntic que reflectia els efectes de la Guerra Civil i la contínua agitació social sobre la psique nord-americana.
L'intent més ambiciós d'introduir el realisme modern al drama va ser Margaret Fleming (1890), de James Herne, que abordava qüestions de determinisme social mitjançant el diàleg realista, la visió psicològica i el simbolisme. L'obra no va tenir èxit, i tant la crítica com el públic van pensar que es dedicava massa a temes indecents i incloïa escenes inadequades, com ara el personatge principal alletant el fill il·legítim del seu marit a l'escenari.

## Segle XX

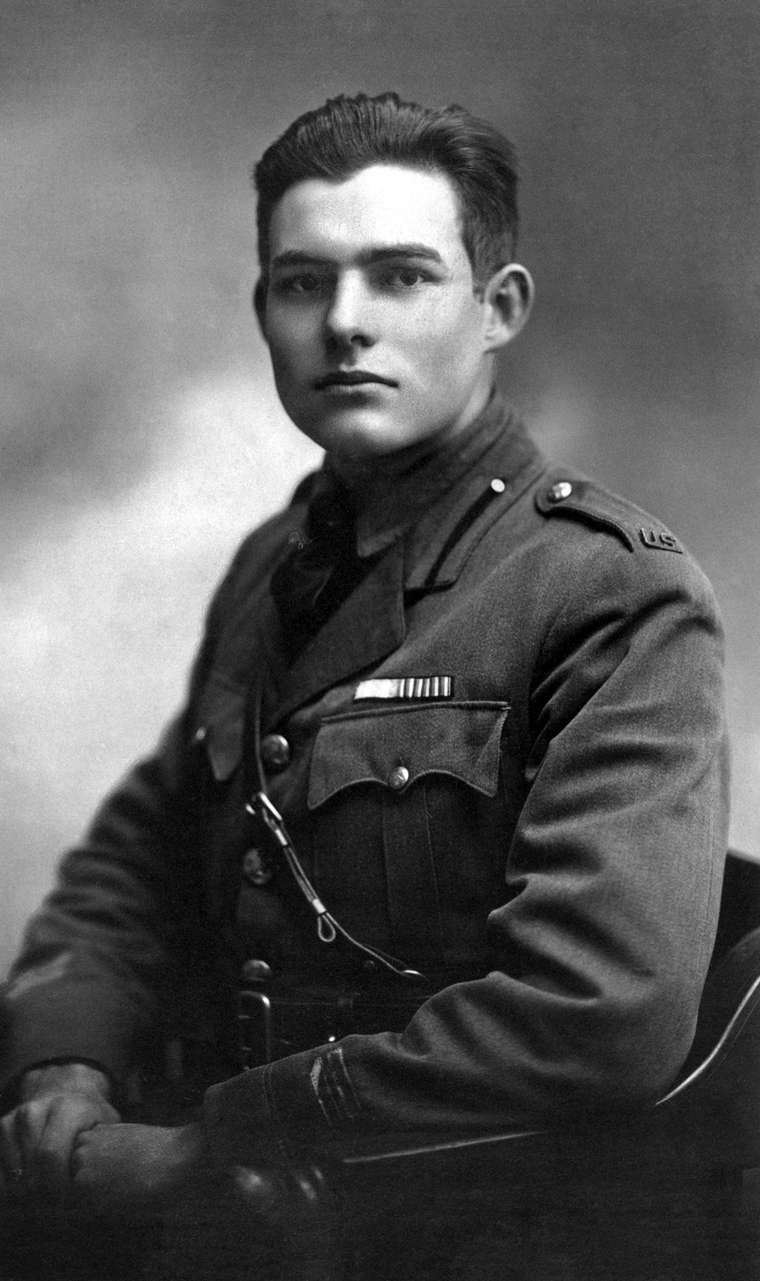
Ernest Hemingway amb l'uniforme de la Primera Guerra Mundial

A principis del segle xx, els novel·listes estatunidencs estaven ampliant la ficció per abastar un ventall més ampli d'experiències, i de vegades connectades amb l'escola naturalista del realisme. En les seves històries i novel·les, Edith Wharton (1862–1937) va examinar la societat de classe alta de la costa oriental en la qual havia crescut. L'edat de la innocència (1920) se centra en un home que opta per casar-se amb una dona convencional i socialment acceptable en lloc d'amb una fascinant forastera.
Les qüestions socials i el poder de les corporacions era la preocupació central d'alguns escriptors en aquesta època. Upton Sinclair (1878–1968), famós principalment per la seva novel·la del corrent muckraker The Jungle (1906), va defensar el socialisme. Jack London (1876–1916) també va estar molt compromès amb la justícia social i el socialisme a través d'alguns dels seus llibres com The Iron Heel o The People of the Abyss. Altres escriptors polítics de l'època van incloure Edwin Markham (1852–1940) i William Vaughn Moody. Els crítics periodístics, com Ida M. Tarbell i Lincoln Steffens, van ser titllats de "The Muckrakers". L'autobiografia alfabetitzada de Henry Brooks Adams, The Education of Henry Adams (1907) també va fer una descripció punyent del sistema educatiu i de la vida moderna.
La raça també era un tema comú, com es veu en el treball de Pauline Hopkins, que va publicar cinc obres influents entre 1900 i 1903. De la mateixa manera, Sui Sin Far va escriure sobre experiències sinoamericanes, i Maria Cristina Mena va escriure sobre experiències mexicano-estatunidenques.
Destacats entre els escriptors de l'oest i l'oest mitjà van ser Willa Cather (1873–1947) i Wallace Stegner (1909–1993), ambdós amb una obra important ambientada en gran part a les seves regions.

### Dècada del 1920

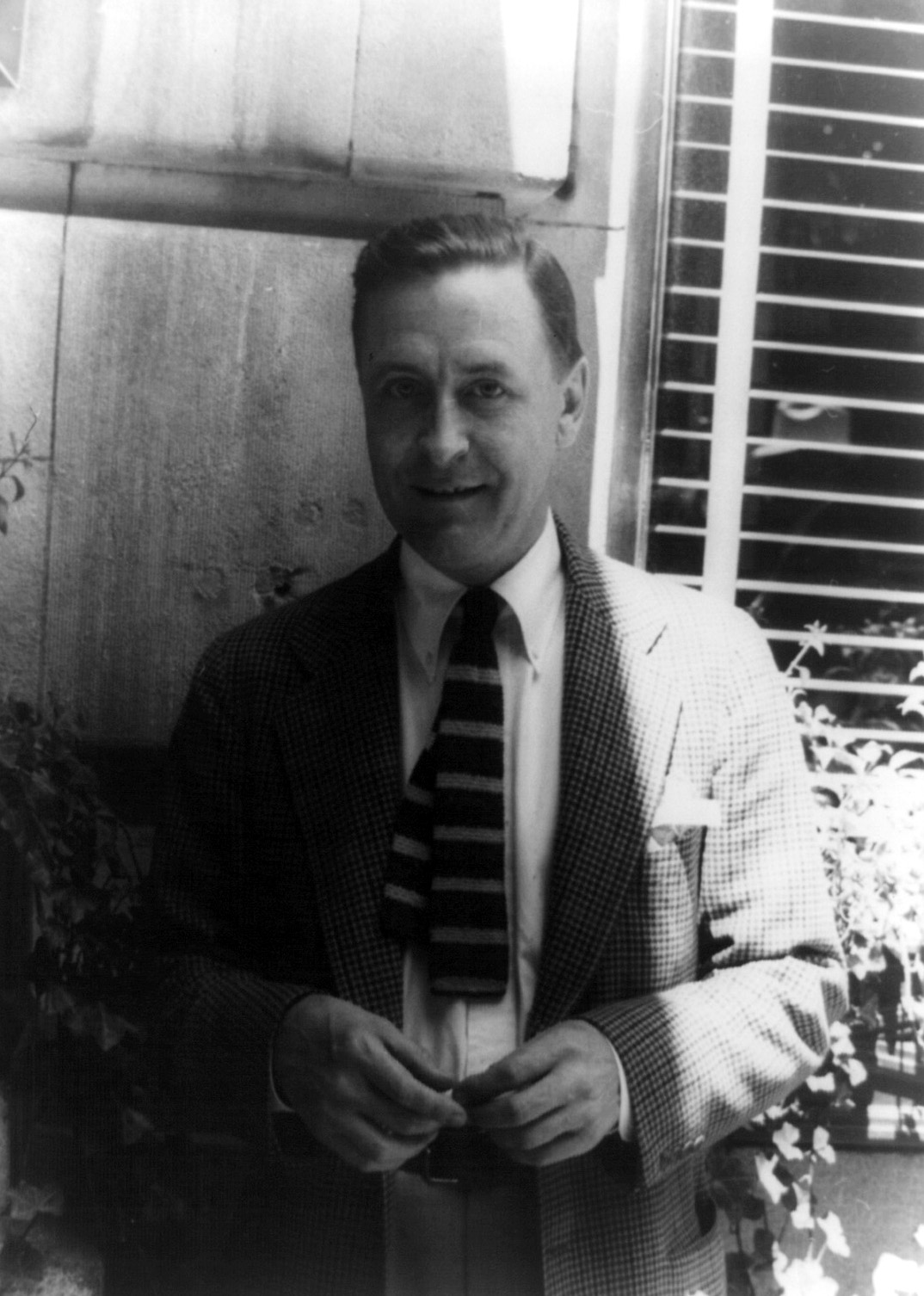
F. Scott Fitzgerald, fotografiat per Carl Van Vechten, 1937

L'experimentació en estil i forma aviat es va unir a les noves latituds en la matèria. El 1909, Gertrude Stein (1874–1946), aleshores expatriada a París, va publicar Three Lives, una obra innovadora influenciada per la seva familiaritat amb el cubisme, el jazz i altres moviments de l'art i la música contemporanis. Stein va etiquetar un grup de figures literàries expatriades que van viure a París als anys vint i trenta de "la generació perduda", un terme utilitzat més tard per Ernest Hemingway.
La dècada de 1920 va comportar canvis bruscos a la literatura nord-americana. Molts escriptors tenien experiència directa de la Primera Guerra Mundial, i la van utilitzar com a marc en els seus escrits. Escriptors com Henry James, Gertrude Stein i els poetes Ezra Pound, H.D. i T. S. Eliot demostren el creixement d'una perspectiva internacional en la literatura estatunidenca. Els escriptors estatunidencs havien buscat inspiració durant molt de temps en els models europeus, però mentre que els avenços literaris de mitjan segle xix provenien de trobar estils i temes distintament americans, els escriptors d'aquest període estaven trobant maneres de contribuir a una escena literària internacional florida, no com a imitadors sinó com a iguals. Alguna cosa semblant estava passant als Estats Units, ja que escriptors jueus (com Abraham Cahan) utilitzaven la llengua anglesa per arribar a un públic jueu internacional.

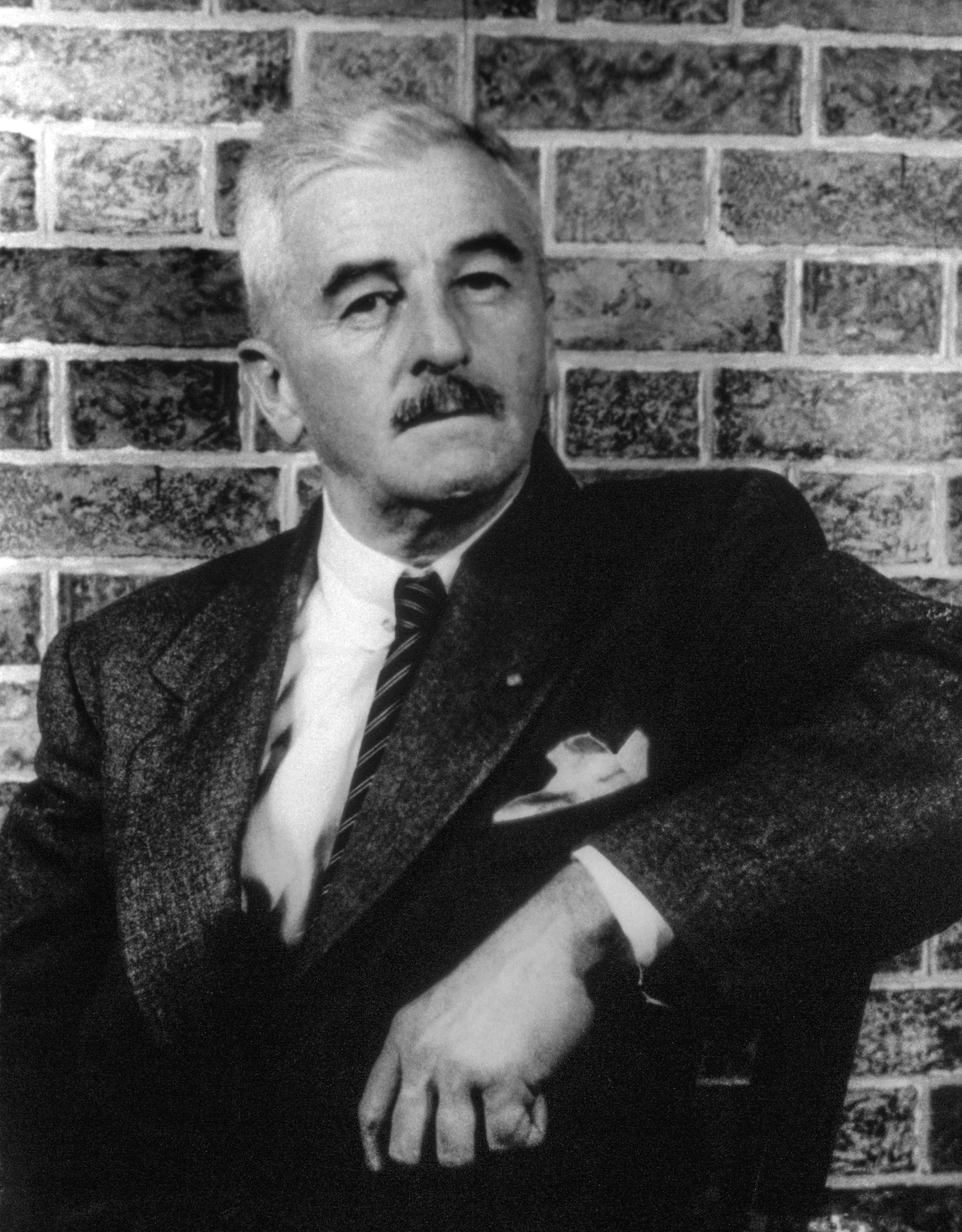
William Faulkner el 1954

El període de pau i expansió econòmica alimentada pel deute que va seguir la Primera Guerra Mundial va ser l'escenari de moltes de les històries i novel·les de F. Scott Fitzgerald (1896–1940). El treball de Fitzgerald va capturar l'estat d'ànim inquiet, afamat de plaer i desafiant dels anys vint, una dècada que va anomenar l'era del jazz. El tema característic de Fitzgerald, expressat de manera commovedora a la seva obra mestra El gran Gatsby, és la tendència dels somnis daurats dels joves a dissoldre's en el fracàs i la decepció. Fitzgerald també s'estén en el col·lapse dels ideals americans de llarga data, com ara la llibertat, la unitat social, el bon govern i la pau, trets que es van veure greument amenaçats per les pressions de la societat moderna de principis del segle xx. Sinclair Lewis i Sherwood Anderson també van escriure novel·les amb representacions crítiques de la vida nord-americana. John Dos Passos va escriure una famosa novel·la contra la guerra, Tres soldats, descrivint escenes d'odi cec, estupidesa i criminalitat; i la sufocant regimentació de la vida militar. També va escriure sobre la guerra en la trilogia U.S.A. que es va estendre fins a la Depressió. De forma experimental, la trilogia U.S.A. teixeix diversos fils narratius, que s'alternen amb notícies contemporànies, fragments de l'autobiografia de l'autor i biografies càpsula de personatges públics com Eugene Debs, Robert La Follette i Isadora Duncan.
Ernest Hemingway (1899-1961), anomenat una vegada com el "talent més brillant de l'època americana moderna", va ser més famós per la seva producció de contes i novel·les com "The Sun Also Rises" (El sol també surt) i "Un adeu a les armes". En contrast amb escriptors com F. Scott Fitzgerald, Hemingway és considerat com el predecessor del minimalisme literari, i va preferir escriure amb prosa curta, evitant l'ús d'adverbis i adjectius sempre que fos possible. L'adopció d'aquest estil minimalista per part de Hemingway va sorgir com a resultat del seu temps treballant com a periodista al Kansas City Star. El 1954, Hemingway va ser guardonat amb el Premi Nobel de Literatura, i ha persistit com un dels escriptors més influents, tant culturalment com estilísticament, que va sorgir de l'Amèrica de principis del segle xx.
William Faulkner (1897–1962) va guanyar el Premi Nobel l'any 1949. Faulkner abastava una àmplia gamma d'humanitat al comtat de Yoknapatawpha, una regió del Mississippi de la seva invenció. Va registrar les divagacions aparentment inèdites dels seus personatges per representar els seus estats interiors, una tècnica anomenada "corrent de consciència". També va barrejar seqüències de temps per mostrar com el passat, especialment l'era dels esclaus del sud profund, perdura en el present. Entre les seves grans obres hi ha Absalom, Absalom!, As I Lay Dying, El soroll i la fúria i Llum d'agost.

### 1930: era de la depressió

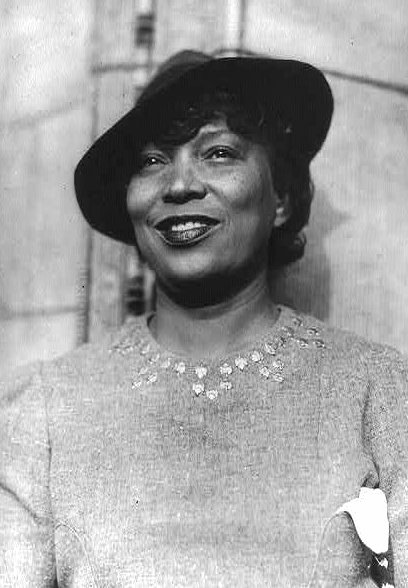
Zora Neale Hurston

La literatura de l'època de la depressió oferia una crítica social directa i contundent. John Steinbeck (1902–1968) va ambientar moltes de les seves històries a Salinas, Califòrnia, on va néixer. El seu estil era senzill i evocador, guanyant-se el favor dels lectors però no de la crítica. Els seus personatges pobres i obrers lluitaven per portar una vida digna i honesta. El raïm de la ira (1939), considerada la seva obra mestra, és una novel·la forta i d'orientació social sobre els Joads, una família pobra d'Oklahoma i el seu viatge a Califòrnia a la recerca d'una vida millor. Altres de les seves novel·les populars inclouen Tortilla Flat, Homes i ratolins, Cannery Row i East of Eden. Va ser guardonat amb el Premi Nobel de Literatura l'any 1962.
En la seva curta vida, Nathanael West va produir dues novel·les breus que més tard es van considerar clàssiques. Miss Lonelyhearts explora la vida d'una columnista d'assessorament reticent (i, a efectes còmics, masculí) que no pot fer front a les tràgiques cartes que rep. The Day of the Locust satiritza els estereotips de Hollywood i les fosques ironies de la vida de Hollywood.
A la no-ficció, Let Us Now Praise Famous Men de James Agee observa i representa la vida de tres famílies de grangers en dificultats a Alabama el 1936. Combinant els informes fets amb la bellesa poètica, Agee va presentar un informe precís i detallat del que havia vist juntament amb una visió dels seus sentiments sobre l'experiència i les dificultats de capturar-la per a un públic ampli. En fer-ho, va crear un retrat durador d'un segment gairebé invisible de la població estatunidenca.
Les novel·les semiautobiogràfiques d'exploració sexual de Henry Miller, escrites i publicades a París, van ser considerades pornogràfiques i oficialment prohibides als Estats Units fins al 1962. Aleshores, els temes i les innovacions estilístiques de Tròpic de Cancer (1934) i Black Spring ja havien donat un exemple que va obrir el camí a les novel·les sexualment franques d'experiència personal dels anys 50 i 60.

### Després de la Segona Guerra Mundial

Norman Mailer, fotografiat per Carl Van Vechten, 1948

El període va estar dominat pels últims modernistes realistes, els beatniks romàntics salvatges i les exploracions de temes personals, racials i ètnics.
La Segona Guerra Mundial va ser objecte de diverses novel·les importants: Els nus i els morts de Norman Mailer (1948), Catch-22 de Joseph Heller (1961) i Escorxador-5 de Kurt Vonnegut Jr. (1969). Mentre que la guerra de Corea va ser una font de trauma per al protagonista de The Moviegoer (1962), de l'autor del sud Walker Percy, guanyador del National Book Award; el seu intent d'explorar "la dislocació de l'home a l'edat moderna".
Tot i que va néixer al Canadà, Chicago va criar Saul Bellow qui es va convertir en un dels escriptors nord-americans més influents. En obres com The Adventures of Augie March (1953) i Herzog (1964), Bellow va pintar retrats vívids de la vida jueva a Amèrica que van obrir el camí per a més treballs. Va ser guardonat amb el Premi Nobel de Literatura l'any 1976. Altres novel·les destacables són El vigilant en el camp de sègol (1951), de J.D. Salinger, La campana de vidre (1963) de Sylvia Plath i Lolita (1955) del rus-nord-americà Vladimir Nabókov. La molt popular Matar un rossinyol (1960) de Harper Lee va ser una novel·la menys intensa de desigualtat racial i responsabilitat blanca.
La poesia i la ficció dels anys 50 de la "Generació Beat" es van desenvolupar, inicialment a partir d'un cercle d'intel·lectuals de Nova York i després es va establir més oficialment a San Francisco. El terme Beat es referia al ritme contracultural de l'escena del jazz, a un sentit de rebel·lió pel que fa a l'estrès conservador de la societat de la postguerra i a un interès per les noves formes d'experiència espiritual a través de les drogues, l'alcohol, la filosofia i la religió (específicament el budisme zen). Allen Ginsberg va marcar el to amb el seu poema Whitmanesc Howl (1956), una obra que comença: "Vaig veure les millors ments de la meva generació destruïdes per la bogeria". Entre els èxits dels Beats, a la novel·la, destaquen A la carretera (1957) de Jack Kerouac, la crònica d'un viatge que busca l'ànima pel continent, i Naked Lunch (1959) de William S. Burroughs, un treball més experimental estructurat com una sèrie de vinyetes que relaten, entre altres coses, els viatges i experiments del narrador amb drogues dures.

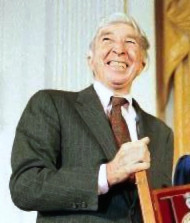
John Updike

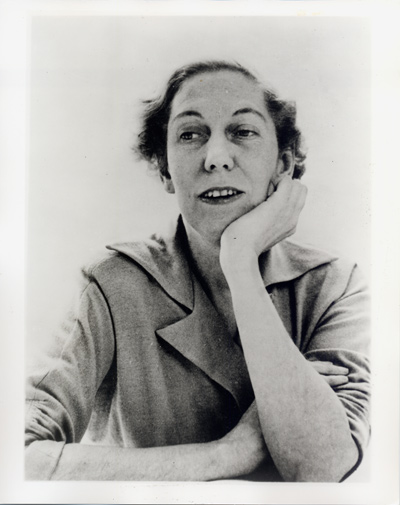
Eudora Welty, 1962

En canvi, John Updike va abordar la vida nord-americana des d'una perspectiva més reflexiva però no menys subversiva. La seva novel·la de 1960 Rabbit, Run, la primera de quatre que narra el creixement i la caiguda de les fortunes de Harry "Rabbit" Angstrom al llarg de quatre dècades amb el teló de fons dels principals esdeveniments de la segona meitat del segle xx, va obrir nous camins en el seu llançament en la seva caracterització i detall de la classe mitjana nord-americana i la discussió franca de temes com l'adulteri. Entre les innovacions característiques d'Updike destaquen l'ús de la narració en temps present, el seu llenguatge ric i estilitzat i l'atenció als detalls sensuals. La seva obra també està profundament impregnada de temes cristians. Les dues darreres entregues de la sèrie Rabbit, Rabbit is Rich (1981) i Rabbit at Rest (1990), van ser guardonades amb el Premi Pulitzer de ficció. Altres obres notables inclouen les novel·les de Henry Bech (1970–98), Les bruixes d'Eastwick (1984), Roger's Version (1986) i In the Beauty of the Lilies (1996), que el crític literari Michiko Kakutani va anomenar "probablement la seva millor".
El novel·lista Philip Roth s'enllaça sovint amb Updike. Roth explora enèrgicament la identitat jueva a la societat estatunidenca, especialment a la postguerra i a principis del segle xxi. Amb freqüència ambientada a Newark, Nova Jersey, se sap que l'obra de Roth és altament autobiogràfica, i es creu que molts dels personatges principals de Roth, el més famós el novel·lista jueu Nathan Zuckerman, són alter egos de Roth. Amb aquestes tècniques, i armat amb el seu estil articulat i trepidant, Roth explora la distinció entre realitat i ficció a la literatura mentre examina de manera provocativa la cultura estatunidenca. La seva obra més famosa inclou les novel·les de Zuckerman, la controvertida Portnoy's Complaint (1969) i Goodbye, Columbus (1959). Entre els escriptors estatunidencs més condecorats de la seva generació, ha guanyat tots els grans premis literaris nord-americans, inclòs el premi Pulitzer per la seva novel·la principal American Pastoral (1997).

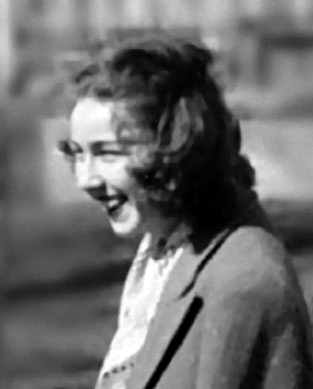
Flannery-O'Connor, 1947

En l'àmbit de la literatura afroamericana, la novel·la de 1952 de Ralph Ellison, Invisible Man, va ser immediatament reconeguda com una de les obres més poderoses i importants dels anys immediats de la postguerra. La novel·la Apunts del subsol va posar al descobert la tensió racial sovint reprimida que encara imperava i va tenir èxit com a estudi de personatges existencials. Richard Wright va ser catapultat a la fama per la publicació en els anys posteriors del seu ara molt estudiat conte, "The Man Who Was Almost a Man" (1939), i la seva polèmica segona novel·la, Native Son (1940), i el seu llegat es va consolidar amb la publicació de 1945 de Black Boy, una obra en la qual Wright es va inspirar en la seva infància autodidacta i segregada al sud, ficcionada i exagerant alguns elements com li va semblar oportú. A causa dels seus temes polèmics i de la implicació de Wright amb el Partit Comunista, la part final de la novel·la, "American Hunger", no es va publicar fins al 1977.
Potser el novel·lista estatunidenc més ambiciós i desafiant de la postguerra va ser William Gaddis, les novel·les intransigents, satíriques i grans del qual, com ara The Recognitions (1955) i J R (1975), es presenten en gran part en termes de diàleg no atribuït que requereix una participació dels lectors gairebé sense exemple. Els temes principals de Gaddis inclouen la falsificació, el capitalisme, la fanàtica religiosa i el sistema legal, que constitueixen una crítica polifònica sostinguda de la vida nord-americana moderna. L'obra de Gaddis, tot i que durant anys va ser ignorada en gran manera, va anticipar i va influir en el desenvolupament d'escriptors de ficció "postmoderns" tan ambiciosos com Thomas Pynchon, David Foster Wallace, Joseph McElroy, William H. Gass i Don DeLillo. Un altre novel·lista nord-americà abandonat i desafiant de la postguerra, tot i que va escriure obres molt més breus, va ser John Hawkes, la ficció visionària surrealista del qual aborda temes de violència i erotisme i experimenta amb audàcia la veu i l'estil narratius. Entre les seves obres més importants hi ha la novel·la breu de malson The Lime Twig (1961).

### Relats breus

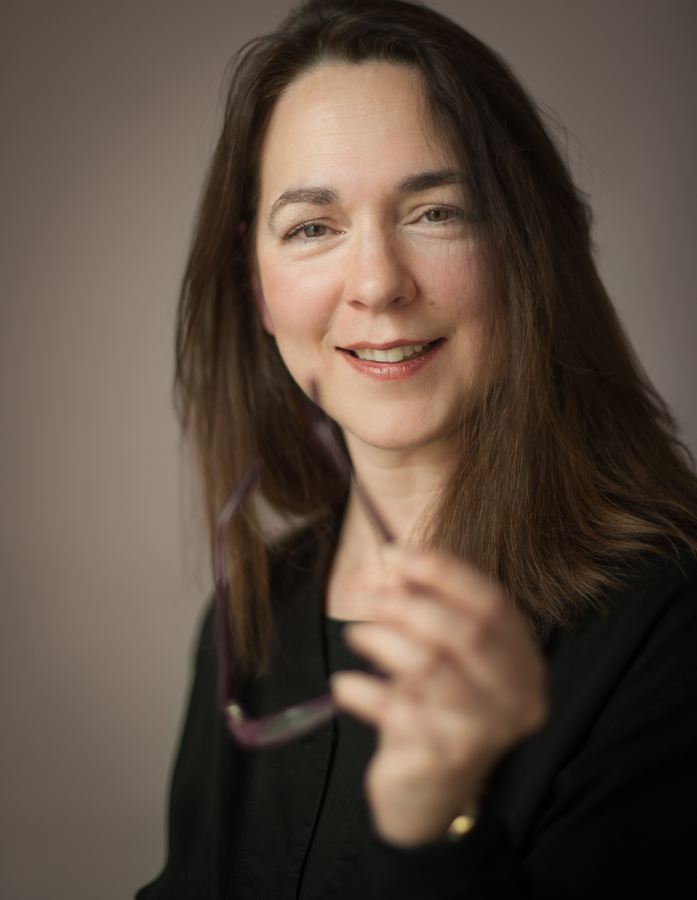
Lorrie Moore

A la postguerra va tornar a florir l'art del relat breu. Entre els seus practicants més respectats hi havia Flannery O'Connor, que va desenvolupar una estètica gòtica del sud distintiva en què els personatges actuaven a un nivell com a persones i en un altre com a símbols. Catòlica devota, O'Connor va impregnar sovint les seves històries, entre elles les àmpliament estudiades "A Good Man is Hard to Find" i "Everything That Rises Must Converge", i dues novel·les, Wise Blood (1952) i The Violent Bear It Away (1960), amb temes profundament religiosos, centrades especialment en la recerca de la veritat i l'escepticisme religiós en el teló de fons de l'era nuclear. Altres professionals importants del format inclouen Katherine Anne Porter, Eudora Welty, John Cheever, Raymond Carver, Tobias Wolff i el més experimental Donald Barthelme.

### No-ficció literària
Els principals assagistes estatunidencs del segle xx van incloure escriptors com James Baldwin, Gore Vidal, Susan Sontag, Flannery O'Connor i Joan Didion.

### Poesia

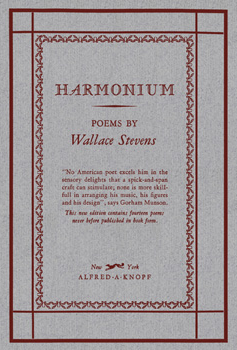
Primera edició

La poesia estatunidenca va assolir el seu punt àlgid a principis i mitjans del segle xx, amb escriptors tan destacats com Wallace Stevens i els seus Harmonium (1923) i The Auroras of Autumn (1950), T. S. Eliot i el seu The Waste Land (1922), Robert Frost i el seu North of Boston (1914) i New Hampshire (1923), Hart Crane i el seu White Building (1926) i el cicle èpic, The Bridge (1930), Ezra Pound, The Cantos (1917–1969). William Carlos Williams i el seu poema èpic sobre la seva ciutat natal de Nova Jersey, Paterson, Marianne Moore, E. E. Cummings, Edna St. Vincent Millay i Langston Hughes.
La poesia de Pound és complexa i de vegades obscura, amb referències a altres formes d'art i a una àmplia gamma de literatura occidental i oriental. Va influir en molts poetes, sobretot en T. S. Eliot (1888–1965), un altre expatriat. Eliot va escriure poesia sòbria, cerebral, portada per una densa estructura de símbols. A The Waste Land, va encarnar una visió icterícia de la societat posterior a la Primera Guerra Mundial en imatges fragmentades i embruixades. Igual que la de Pound, la poesia d'Eliot podia ser molt al·lusiva, i algunes edicions de The Waste Land inclouen notes a peu de pàgina proporcionades pel poeta. El 1948, Eliot va guanyar el Premi Nobel de Literatura.
Entre els poetes nord-americans més respectats de la postguerra es troben: John Ashbery, la figura clau de la surrealista Escola de poesia de Nova York, i el seu cèlebre Self-portrait in a Convex Mirror (premi Pulitzer de poesia, 1976); Elizabeth Bishop i el seu North & South (Premi Pulitzer de Poesia, 1956) i "Geography III" (National Book Award, 1970); Richard Wilbur i el seu Things of This World, guanyador tant del Premi Pulitzer com del National Book Award for Poetry el 1957; John Berryman i el seu The Dream Songs, (Premi Pulitzer de poesia, 1964, National Book Award, 1968); A. R. Ammons, el recull Collected Poems 1951–1971 del qual va guanyar un National Book Award el 1973 i el llarg poema del qual Garbage li va valer un altre el 1993; Theodore Roethke i el seu The Waking (premi Pulitzer de poesia, 1954); James Merrill i el seu poema èpic de comunicació amb els morts, The Changing Light at Sandover (premi Pulitzer de poesia, 1977); Louise Glück per The Wild Iris (Premi Pulitzer de poesia, 1993) i Faithful and Virtuous Night (Premi Nacional del Llibre, 2014), que és, a més, l'única autora nord-americana viva que publica poesia principalment escrita guardonada amb el Premi Nobel de Literatura; W. S. Merwin i els seus The Carrier of Ladders (premi Pulitzer de poesia, 1971) i The Shadow of Sirius (premi Pulitzer de poesia, 2009); Mark Strand i el seu Blizzard of One (premi Pulitzer de poesia, 1999); Robert Hass i el seu Time and Materials, que va guanyar tant el premi Pulitzer com el National Book Award de poesia el 2008 i el 2007 respectivament; i Rita Dove i el seu Thomas and Beulah (premi Pulitzer de poesia, 1987).
A més, en aquest mateix període la poesia confessional, l'origen de la qual sovint es remunta a la publicació l'any 1959 dels Life Studies de Robert Lowell, i les escoles beat de poesia van gaudir d'un èxit popular i acadèmic, produint veus tan àmpliament antologitzades com Allen Ginsberg, Charles Bukowski, Gary Snyder, Anne Sexton i Sylvia Plath entre molts altres. Altres poetes notables de finals del segle xx inclouen Louise Glück, Mary Oliver, Gary Snyder, Robert Pinsky i altres.

### Drama

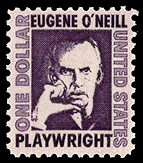
Segell postal dels EUA d'Eugene O'Neill emès el 1967.

Tot i que la tradició teatral nord-americana es remunta com a mínim a l'arribada de la troupe de Lewis Hallam a mitjan segle xviii i va ser molt activa al segle xix, com es veu per la popularitat dels minstrel shows i de les adaptacions de La cabana de l'oncle Tom, no va ser fins al 1920 i 1930 que els drames estatunidencs no van aconseguir l'estatus internacional amb les obres d'Eugene O'Neill, que va guanyar quatre Premis Pulitzer i el Premi Nobel.
A mitjan segle xx, el drama nord-americà va estar dominat pel treball dels dramaturgs Tennessee Williams i Arthur Miller, així com per la maduració del musical nord-americà, que havia trobat la manera d'integrar el guió, la música i la dansa en obres com Oklahoma! i West Side Story. Dramaturgs americans d'importància posteriors inclouen Edward Albee, Sam Shepard, David Mamet, August Wilson i Tony Kushner.

## Des de 1990

### Ficció contemporània

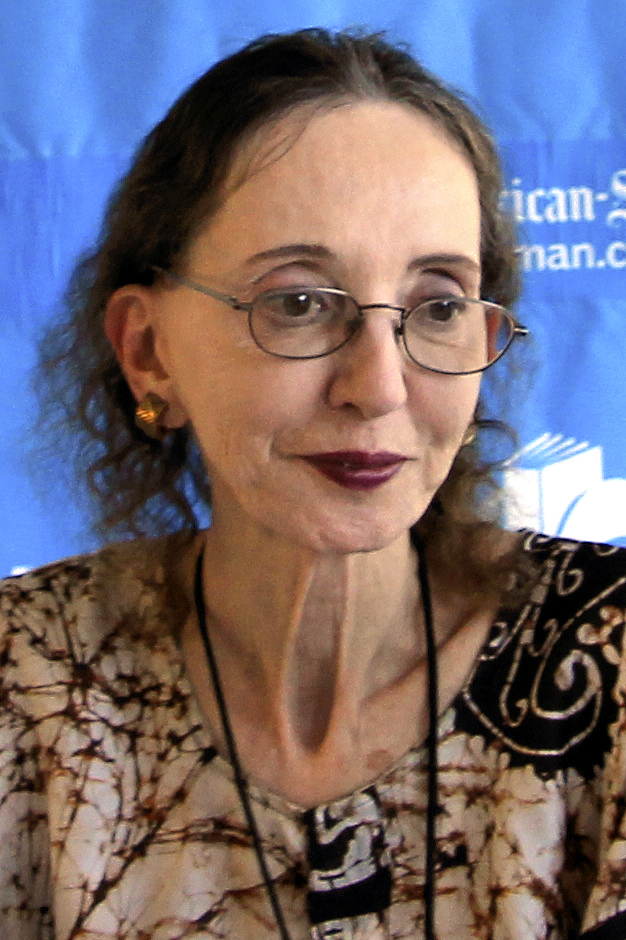
Joyce Carol Oates

Encara que els seus paràmetres exactes continuïn sent discutibles, des de principis de la dècada de 1990 fins a l'actualitat el moviment literari més destacat ha estat el postmodernisme. Thomas Pynchon, un practicant seminal de la forma, va basar en el seu treball sobre elements modernistes com la distorsió temporal, narradors poc fiables i el monòleg intern, i els va combinar amb tècniques clarament postmodernes com la metaficció, la caracterització ideogramàtica, els noms poc realistes (com Oedipa Maas o Benny Profane), elements de la trama i l'humorisme hiperbòlic, l'ús deliberat d'anacronismes i arcaismes, un fort enfocament en temes postcolonials i una barreja subversiva d'alta i baixa cultura. El 1973 va publicar Gravity's Rainbow, una obra capdavantera en aquest gènere, que va guanyar el National Book Award i va ser nominat per unanimitat al Premi Pulitzer d'obres de ficció d'aquell any. Les seves altres obres importants inclouen la del seu debut, V. (1963), The Crying of Lot 49 (1966), Mason & Dixon (1997) i Against the Day (2006).
Toni Morrison, guardonada amb el Premi Nobel de Literatura, escrivint amb un característic estil de prosa lírica, va publicar la seva polèmica novel·la de debut, The Bluest Eye, amb aclamació de la crítica el 1970. Després de la signatura de la Llei de drets civils de 1965, la novel·la, àmpliament estudiada a les escoles estatunidenques, inclou una descripció elaborada de la violació incestuosa i explora les convencions de bellesa establertes per una societat històricament racista, pintant el retrat d'una família negra que s'autoimmola a la recerca de la bellesa en la blancura. Des d'aleshores, Morrison ha experimentat amb la fantasia lírica, com en les seves dues obres posteriors més conegudes, Song of Solomon (1977) i Beloved (1987), per les quals va ser guardonada amb el premi Pulitzer de ficció; en aquesta línia, el crític Harold Bloom ha fet comparacions favorables amb Virginia Woolf, i el comitè dels Nobel amb "Faulkner i la tradició llatinoamericana [del realisme màgic ]". Beloved va ser escollida en una enquesta de 2006 realitzada per The New York Times com l'obra de ficció més important dels últims 25 anys.

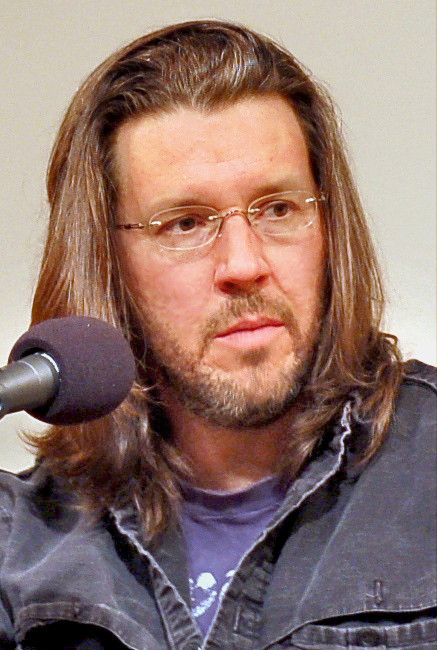
David Foster Wallace

Escrivint amb un estil líric i fluid que evita l'ús excessiu de la coma i el punt i coma, recordant William Faulkner i Ernest Hemingway en parts iguals, Cormac McCarthy fa ús de les tradicions literàries de diverses regions dels Estats Units i inclou múltiples gèneres. Escriu en l'estètica del gòtic del sud en el seu debut faulknerià de 1965, The Orchard Keeper i Suttree (1979); a la tradició èpica de l'oest, amb personatges dibuixats grotescament i girs narratius simbòlics que recorden a Melville, a Blood Meridian (1985), que Harold Bloom va qualificar de "el llibre únic més gran des de As I Lay Dying", de Faulkner, anomenant el personatge del jutge Holden "curt de Moby Dick, l'aparició més monstruosa de tota la literatura americana"; en un to molt més pastoral en la seva celebrada Trilogia de la Frontera (1992–98) de bildungsromans, incloent-hi All the Pretty Horses (1992), guanyador del National Book Award; i en el gènere postapocalíptic en el premi Pulitzer The Road (2007). Les seves novel·les destaquen per assolir èxits tant comercials com de crítica, ja que diverses de les seves obres s'han adaptat al cinema.
Don DeLillo, que va adquirir protagonisme literari amb la publicació de la seva novel·la de 1985, Soroll de fons, una obra que abordava els temes de la mort i el consumisme i que es doblava com a peça de crítica social còmica, va començar la seva carrera d'escriptor el 1971 amb Americana. Ha estat catalogat per Harold Bloom com un dels escriptors americans contemporanis preeminents, en companyia de figures com Philip Roth, Cormac McCarthy i Thomas Pynchon. La seva novel·la de 1997 Underworld narra la vida nord-americana durant i immediatament després de la Guerra Freda i se sol considerar la seva obra mestra. També va ser el segon classificat d'una enquesta que demanava als escriptors que identifiquessin l'obra de ficció més important dels darrers 25 anys. Entre les seves altres novel·les importants destaquen Libra (1988), Mao II (1991) i Falling Man (2007).

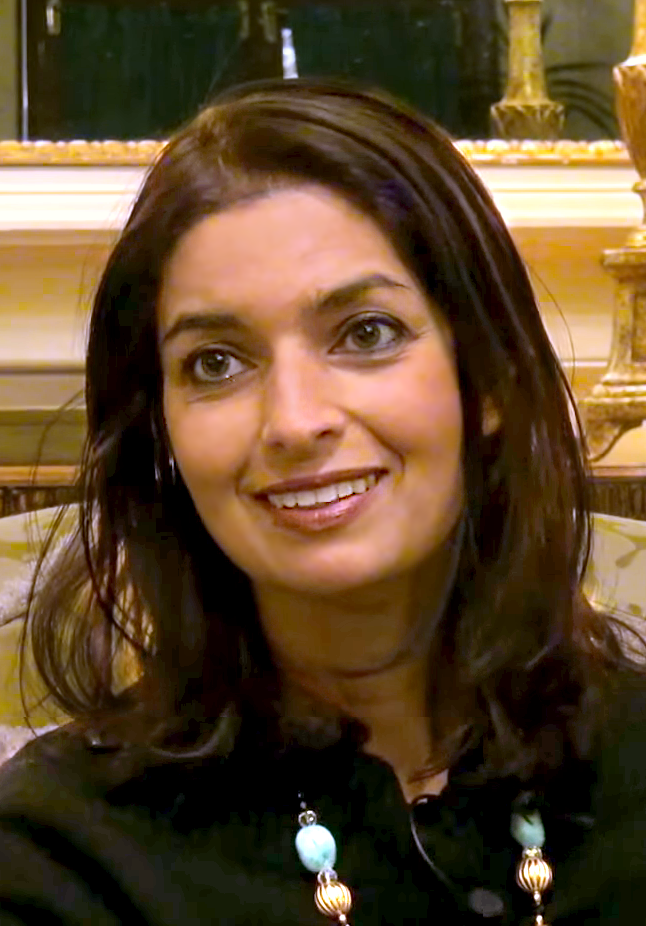
Jhumpa Lahiri

Aprofitant les tècniques clarament postmodernes de la digressió, la fragmentació narrativa i el simbolisme elaborat, i fortament influenciat per les obres de Thomas Pynchon, David Foster Wallace va començar la seva carrera d'escriptor amb The Broom of the System, publicada amb un èxit moderat el 1987. La seva segona novel·la, Infinite Jest (1996), un retrat futurista d'Amèrica i una crítica lúdica de la naturalesa saturada de mitjans de la vida americana, ha estat constantment classificada entre les obres més importants del segle xx, i la seva última novel·la, inacabada en el moment de la seva mort, The Pale King (2011), ha obtingut molts elogis i atenció. A més de les seves novel·les, també va ser autor de tres aclamades col·leccions d'històries curtes: Girl with Curious Hair (1989), Brief Interviews with Hideous Men (1999) i Oblivion: Stories (2004). Jonathan Franzen, amic i contemporani de Wallace, va guanyar protagonisme després de la publicació el 2001 de la seva tercera novel·la guanyadora del National Book Award, The Corrections. Va començar la seva carrera d'escriptor l'any 1988 amb la ben rebuda The Twenty-Seventh City, una novel·la centrada en la seva Saint Louis natal, però no va guanyar l'atenció nacional fins a la publicació del seu assaig, "Perchance to Dream", a Harper's Magazine, que parlava del paper cultural de l'escriptor en el nou mil·lenni a través del prisma de les seves pròpies frustracions. The Corrections, una tragicomèdia sobre la desintegració de la família Lambert, ha estat anomenada "el fenomen literari de [la seva] dècada" i va ser classificada com una de les novel·les més grans del segle xx. L'any 2010 va publicar Freedom amb gran èxit de la crítica.
Altres escriptors destacats del canvi de segle inclouen Michael Chabon, el premi Pulitzer del qual The Amazing Adventures of Kavalier & Clay (2000) explica la història de dos amics, Joe Kavalier i Sam Clay, mentre ascendeixen en la indústria del còmic de l'edat daurada; Denis Johnson, la novel·la del qual Tree of Smoke de 2007 sobre intel·ligència falsificada durant el Vietnam va guanyar el National Book Award i va ser finalista del Premi Pulitzer de ficció i va ser qualificada pel crític Michiko Kakutani "una de les obres clàssiques de la literatura produïdes per [la guerra del Vietnam]"; i Louise Erdrich, la novel·la de 2008 de la qual The Plague of Doves, un examen polifònic i clarament faulknerià de l'experiència tribal ambientada en el teló de fons de l'assassinat a la ciutat fictícia de Plutó, Dakota del Nord, va ser nominada al Premi Pulitzer, i la seva novel·la del 2012 The Round House, construida sobre el mateix tema, va ser guardonada amb el National Book Award de ficció.

### Autoficció

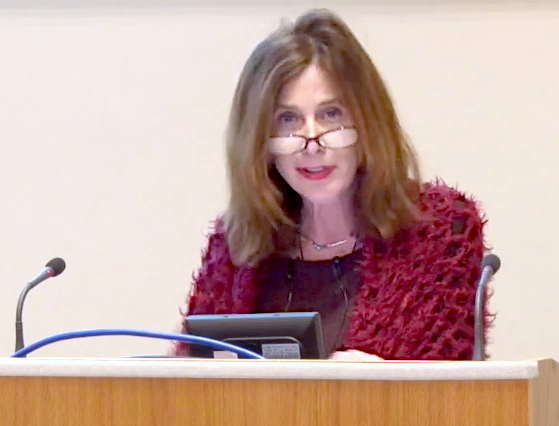
Chris Kraus

L'autoficció és un moviment literari que ha guanyat força a la literatura estatunidenca al llarg del segle xxi. Encunyat l'any 1977 per l'autor francès Serge Doubrovsky, el subgènere de l'autoficció barreja autobiografia i ficció, cosa que permet als autors anar més enllà de les limitacions de forma i substància imposades per aquests gèneres. Un terme ben establert en el món literari francès, ha estat menys discutit en la crítica literària estatunidenca, malgrat la recent proliferació d'aquestes novel·les.
Entre els autors estatunidencs destacats coneguts per haver escrit en el gènere de l'autoficció s'inclouen Bret Easton Ellis, Sheila Heti, Maggie Nelson, Chris Kraus i Ben Lerner.

### Poesia
La diversitat estilística i cultural continuen sent trets distintius de la poesia americana. Entre els poetes destacats del segle xxi hi ha Amanda Gorman, Saul Williams, Ocean Vuong, Saeed Jones, Alex Dimitrov, Ada Limón, Ben Lerner i altres.

## Escriptors més rellevants
| - Louise Ayres Garnett - John Smith - William Bradford - John Winthrop - Jonathan Edwards - Benjamin Franklin - Thomas Paine - Philip Freneau - Charles Brockden Brown - Washington Irving - Walt Whitman - James Fenimore Cooper - Edgar Allan Poe - Nathaniel Hawthorne | - Herman Melville - Henry James - Mark Twain - Ernest Hemingway - John Steinbeck - Francis Scott Fitzgerald - Sinclair Lewis - T. S. Eliot - Ezra Pound - J. D. Salinger - Tom Wolfe - Henry Miller - Pearl S. Buck - James Baldwin - Eugene O'Neill | - Tennessee Williams - Nathanael West - John Kennedy Toole - William S. Burroughs - Jack Kerouac - Paul Bowles - Jane Bowles - Norman Mailer - Anaïs Nin - Hubert Selby - Toni Morrison - Isaac Bashevis Singer - Joseph Brodsky - Kurt Vonnegut | - Philip Roth - Richard Wright - Elizabeth Bishop - Thomas Pynchon - Charles Bukowski - John Cheever - John Updike - Toni Morrison - Don DeLillo - Paul Auster - Jonathan Franzen - David Foster Wallace - Giannina Braschi - Junot Díaz |

## Guanyadors del Premi Nobel de Literatura estatunidencs
- 1930: Sinclair Lewis (novel·lista)
- 1936: Eugene O'Neill (dramaturg)
- 1938: Pearl S. Buck (biògraf i novel·lista)
- 1948: T. S. Eliot (poeta i dramaturg)
- 1949: William Faulkner (novel·lista)
- 1954: Ernest Hemingway (novel·lista)
- 1962: John Steinbeck (novel·lista)
- 1976: Saul Bellow (novel·lista)
- 1978: Isaac Bashevis Singer (novel·lista, escrit en ídix)
- 1987: Joseph Brodsky (poeta i assagista, escrit en anglès i rus)
- 1993: Toni Morrison (novel·lista)
- 2016: Bob Dylan (compositor)
- 2020: Louise Glück (poeta)

## Premis literaris estatunidencs
- Acadèmia Americana de les Arts i les Lletres
- Premi Pulitzer (Ficció, Drama i poesia, així com diverses categories de periodistes i de no ficció)
- National Book Award (Ficció, No-Ficció, Poesia i Ficció per a joves)
- American Book Awards
- Premis literaris PEN (diversos premis)
- United States Poet Laureate (nomenat pel bibliotecari del Congrés dels Estats Units)
- Premi Bollingen (poesia)
- Pushcart Prize
- Premis O.Henry